# Гринфелдова индијска одбрана
Овај чланак користи алгебарску шаховску нотацију како би се описали шаховски потези.
Гринфелдова одбрана (ЕЦО код Д70-Д99) је шаховско отварање које карактеришу потези:
1. д4 Сф6
2. ц4 г6
3. Сц3 д5
Црни нуди бијелом могућност ц:д5, када послије С:д5 бијели добија прилику да избаци црног скакача са е4, што доводи до импозантног двобоја средишњег пјешака за бијелога. Ако бијели не узме д5-пјешака, црни ће можда играти д:ц4, када бијели одговори са е4 и опет доведе до исте структуре пешака. У класичној теорији отварања овај импозантни централни пјешак се држао да би бијелом дао велику предност, али хипермодерна школа, која је дошла до изражаја 1920-их, сматрала је да велики пјешачки центар може бити обавеза, а не предност. Гринфелд је, дакле, кључни хипермодерно отварање, показујући отприлике како велики центар залагаонице може бити снажан ован или мета за напад.

## Историја
Прва инстанца овог отварања је у игри из 1855. године Мохесцхундер Баннерјее, индијског играча који је прешао из индијских шаховских правила, играјући као црни против Џона Цоцхранеа у Калкути, у мају 1855:
1.д4 Сф6 2.ц4 г6 3. Сц3 д5 4.е3 Лг7 5. Сф3 0-0 6.ц:д5 С:д5 7. Ле2 С:ц3 8.б:ц3 ц5 9.0-0 ц:д4 10.ц:д4 Сц6 11. Лб2 Лг4 12. Тц1 Тц8 13. Ла3 Да5 14. Дб3 Тфе8 15. Тц5 Фб6 16. Тб5 Фд8 17. Дг5 Л:е2 18. С:ф7 Са5
и бијели матира у три потеза (19. Сх6 + двоструки шах Дх8 20. Дг8 + Тхг8 21. Сф7 # ). Цоцхране је објавио књигу о својим играма с Мохесхцхундером и другим Индијцима 1864. године.
Популарност је стекао након што ју је Ернст Гринфелд увео у међународну игру на Бечу 1922. године, гдје је у својој првој игри са одбраном савладао будућег свејтског првака Александра Аљехина. Гринфелд је обично користио врло класичан стил. Одбрану су касније прихватили бројни истакнути играчи, међу којима су Василиј Смислов, Виктор Корчној, Леонид Стеин и Боби Фишер. Гари Каспаров често је користио одбрану, укључујући и у својим мечевима за Светско првенство против Анатолија Карпова 1986, 1987. и 1990. и Владимира Крамника 2000. године. Тренутно активни истакнути играчи који играју ово отварање укључују Лоек ван Вели, Петер Свидлер, Петер Леко, Висванатан Ананд, Луке МцСхане и Гата Камски. Ананд га је два пута играо на Светском првенству у шаху 2010. На Свјетском првенству у шаху 2012. против Бориса Гелфанда, сваки играч је Грунфелд користио једном, а обе игре су завршиле нерешено. Ананд се суочио са Гринфелдом против Магнуса Карлсена током прве игре Свјетског првенства у шаху 2014. и извукао је неријешено у топ против даме завршници.
Игра вијека између Доналда Бирнеа и 13-годишњег Бобија Фишера 17. октобра 1956. Била је овог отварања, иако је у Гринфелд стигла транспозицијом потеза (користећи 1. Сф3 Сф6 2.ц4 г6 3. Сц3 Лг7 4.д4 0-0 5. Лф4 д5).

## Варијанта размјене: 4.ц:д5 С:д5 5.е4
|   | a | b | c | d | e | f | g | h |   |
| 8 | a8 black rook · b8 black knight · c8 black bishop · d8 black queen · e8 black king · f8 black bishop · h8 black rook · a7 black pawn · b7 black pawn · c7 black pawn · e7 black pawn · f7 black pawn · h7 black pawn · g6 black pawn · d5 black knight · d4 white pawn · e4 white pawn · c3 white knight · a2 white pawn · b2 white pawn · f2 white pawn · g2 white pawn · h2 white pawn · a1 white rook · c1 white bishop · d1 white queen · e1 white king · f1 white bishop · g1 white knight · h1 white rook | a8 black rook · b8 black knight · c8 black bishop · d8 black queen · e8 black king · f8 black bishop · h8 black rook · a7 black pawn · b7 black pawn · c7 black pawn · e7 black pawn · f7 black pawn · h7 black pawn · g6 black pawn · d5 black knight · d4 white pawn · e4 white pawn · c3 white knight · a2 white pawn · b2 white pawn · f2 white pawn · g2 white pawn · h2 white pawn · a1 white rook · c1 white bishop · d1 white queen · e1 white king · f1 white bishop · g1 white knight · h1 white rook | a8 black rook · b8 black knight · c8 black bishop · d8 black queen · e8 black king · f8 black bishop · h8 black rook · a7 black pawn · b7 black pawn · c7 black pawn · e7 black pawn · f7 black pawn · h7 black pawn · g6 black pawn · d5 black knight · d4 white pawn · e4 white pawn · c3 white knight · a2 white pawn · b2 white pawn · f2 white pawn · g2 white pawn · h2 white pawn · a1 white rook · c1 white bishop · d1 white queen · e1 white king · f1 white bishop · g1 white knight · h1 white rook | a8 black rook · b8 black knight · c8 black bishop · d8 black queen · e8 black king · f8 black bishop · h8 black rook · a7 black pawn · b7 black pawn · c7 black pawn · e7 black pawn · f7 black pawn · h7 black pawn · g6 black pawn · d5 black knight · d4 white pawn · e4 white pawn · c3 white knight · a2 white pawn · b2 white pawn · f2 white pawn · g2 white pawn · h2 white pawn · a1 white rook · c1 white bishop · d1 white queen · e1 white king · f1 white bishop · g1 white knight · h1 white rook | a8 black rook · b8 black knight · c8 black bishop · d8 black queen · e8 black king · f8 black bishop · h8 black rook · a7 black pawn · b7 black pawn · c7 black pawn · e7 black pawn · f7 black pawn · h7 black pawn · g6 black pawn · d5 black knight · d4 white pawn · e4 white pawn · c3 white knight · a2 white pawn · b2 white pawn · f2 white pawn · g2 white pawn · h2 white pawn · a1 white rook · c1 white bishop · d1 white queen · e1 white king · f1 white bishop · g1 white knight · h1 white rook | a8 black rook · b8 black knight · c8 black bishop · d8 black queen · e8 black king · f8 black bishop · h8 black rook · a7 black pawn · b7 black pawn · c7 black pawn · e7 black pawn · f7 black pawn · h7 black pawn · g6 black pawn · d5 black knight · d4 white pawn · e4 white pawn · c3 white knight · a2 white pawn · b2 white pawn · f2 white pawn · g2 white pawn · h2 white pawn · a1 white rook · c1 white bishop · d1 white queen · e1 white king · f1 white bishop · g1 white knight · h1 white rook | a8 black rook · b8 black knight · c8 black bishop · d8 black queen · e8 black king · f8 black bishop · h8 black rook · a7 black pawn · b7 black pawn · c7 black pawn · e7 black pawn · f7 black pawn · h7 black pawn · g6 black pawn · d5 black knight · d4 white pawn · e4 white pawn · c3 white knight · a2 white pawn · b2 white pawn · f2 white pawn · g2 white pawn · h2 white pawn · a1 white rook · c1 white bishop · d1 white queen · e1 white king · f1 white bishop · g1 white knight · h1 white rook | a8 black rook · b8 black knight · c8 black bishop · d8 black queen · e8 black king · f8 black bishop · h8 black rook · a7 black pawn · b7 black pawn · c7 black pawn · e7 black pawn · f7 black pawn · h7 black pawn · g6 black pawn · d5 black knight · d4 white pawn · e4 white pawn · c3 white knight · a2 white pawn · b2 white pawn · f2 white pawn · g2 white pawn · h2 white pawn · a1 white rook · c1 white bishop · d1 white queen · e1 white king · f1 white bishop · g1 white knight · h1 white rook | 8 |
| 7 | a8 black rook · b8 black knight · c8 black bishop · d8 black queen · e8 black king · f8 black bishop · h8 black rook · a7 black pawn · b7 black pawn · c7 black pawn · e7 black pawn · f7 black pawn · h7 black pawn · g6 black pawn · d5 black knight · d4 white pawn · e4 white pawn · c3 white knight · a2 white pawn · b2 white pawn · f2 white pawn · g2 white pawn · h2 white pawn · a1 white rook · c1 white bishop · d1 white queen · e1 white king · f1 white bishop · g1 white knight · h1 white rook | a8 black rook · b8 black knight · c8 black bishop · d8 black queen · e8 black king · f8 black bishop · h8 black rook · a7 black pawn · b7 black pawn · c7 black pawn · e7 black pawn · f7 black pawn · h7 black pawn · g6 black pawn · d5 black knight · d4 white pawn · e4 white pawn · c3 white knight · a2 white pawn · b2 white pawn · f2 white pawn · g2 white pawn · h2 white pawn · a1 white rook · c1 white bishop · d1 white queen · e1 white king · f1 white bishop · g1 white knight · h1 white rook | a8 black rook · b8 black knight · c8 black bishop · d8 black queen · e8 black king · f8 black bishop · h8 black rook · a7 black pawn · b7 black pawn · c7 black pawn · e7 black pawn · f7 black pawn · h7 black pawn · g6 black pawn · d5 black knight · d4 white pawn · e4 white pawn · c3 white knight · a2 white pawn · b2 white pawn · f2 white pawn · g2 white pawn · h2 white pawn · a1 white rook · c1 white bishop · d1 white queen · e1 white king · f1 white bishop · g1 white knight · h1 white rook | a8 black rook · b8 black knight · c8 black bishop · d8 black queen · e8 black king · f8 black bishop · h8 black rook · a7 black pawn · b7 black pawn · c7 black pawn · e7 black pawn · f7 black pawn · h7 black pawn · g6 black pawn · d5 black knight · d4 white pawn · e4 white pawn · c3 white knight · a2 white pawn · b2 white pawn · f2 white pawn · g2 white pawn · h2 white pawn · a1 white rook · c1 white bishop · d1 white queen · e1 white king · f1 white bishop · g1 white knight · h1 white rook | a8 black rook · b8 black knight · c8 black bishop · d8 black queen · e8 black king · f8 black bishop · h8 black rook · a7 black pawn · b7 black pawn · c7 black pawn · e7 black pawn · f7 black pawn · h7 black pawn · g6 black pawn · d5 black knight · d4 white pawn · e4 white pawn · c3 white knight · a2 white pawn · b2 white pawn · f2 white pawn · g2 white pawn · h2 white pawn · a1 white rook · c1 white bishop · d1 white queen · e1 white king · f1 white bishop · g1 white knight · h1 white rook | a8 black rook · b8 black knight · c8 black bishop · d8 black queen · e8 black king · f8 black bishop · h8 black rook · a7 black pawn · b7 black pawn · c7 black pawn · e7 black pawn · f7 black pawn · h7 black pawn · g6 black pawn · d5 black knight · d4 white pawn · e4 white pawn · c3 white knight · a2 white pawn · b2 white pawn · f2 white pawn · g2 white pawn · h2 white pawn · a1 white rook · c1 white bishop · d1 white queen · e1 white king · f1 white bishop · g1 white knight · h1 white rook | a8 black rook · b8 black knight · c8 black bishop · d8 black queen · e8 black king · f8 black bishop · h8 black rook · a7 black pawn · b7 black pawn · c7 black pawn · e7 black pawn · f7 black pawn · h7 black pawn · g6 black pawn · d5 black knight · d4 white pawn · e4 white pawn · c3 white knight · a2 white pawn · b2 white pawn · f2 white pawn · g2 white pawn · h2 white pawn · a1 white rook · c1 white bishop · d1 white queen · e1 white king · f1 white bishop · g1 white knight · h1 white rook | a8 black rook · b8 black knight · c8 black bishop · d8 black queen · e8 black king · f8 black bishop · h8 black rook · a7 black pawn · b7 black pawn · c7 black pawn · e7 black pawn · f7 black pawn · h7 black pawn · g6 black pawn · d5 black knight · d4 white pawn · e4 white pawn · c3 white knight · a2 white pawn · b2 white pawn · f2 white pawn · g2 white pawn · h2 white pawn · a1 white rook · c1 white bishop · d1 white queen · e1 white king · f1 white bishop · g1 white knight · h1 white rook | 7 |
| 6 | a8 black rook · b8 black knight · c8 black bishop · d8 black queen · e8 black king · f8 black bishop · h8 black rook · a7 black pawn · b7 black pawn · c7 black pawn · e7 black pawn · f7 black pawn · h7 black pawn · g6 black pawn · d5 black knight · d4 white pawn · e4 white pawn · c3 white knight · a2 white pawn · b2 white pawn · f2 white pawn · g2 white pawn · h2 white pawn · a1 white rook · c1 white bishop · d1 white queen · e1 white king · f1 white bishop · g1 white knight · h1 white rook | a8 black rook · b8 black knight · c8 black bishop · d8 black queen · e8 black king · f8 black bishop · h8 black rook · a7 black pawn · b7 black pawn · c7 black pawn · e7 black pawn · f7 black pawn · h7 black pawn · g6 black pawn · d5 black knight · d4 white pawn · e4 white pawn · c3 white knight · a2 white pawn · b2 white pawn · f2 white pawn · g2 white pawn · h2 white pawn · a1 white rook · c1 white bishop · d1 white queen · e1 white king · f1 white bishop · g1 white knight · h1 white rook | a8 black rook · b8 black knight · c8 black bishop · d8 black queen · e8 black king · f8 black bishop · h8 black rook · a7 black pawn · b7 black pawn · c7 black pawn · e7 black pawn · f7 black pawn · h7 black pawn · g6 black pawn · d5 black knight · d4 white pawn · e4 white pawn · c3 white knight · a2 white pawn · b2 white pawn · f2 white pawn · g2 white pawn · h2 white pawn · a1 white rook · c1 white bishop · d1 white queen · e1 white king · f1 white bishop · g1 white knight · h1 white rook | a8 black rook · b8 black knight · c8 black bishop · d8 black queen · e8 black king · f8 black bishop · h8 black rook · a7 black pawn · b7 black pawn · c7 black pawn · e7 black pawn · f7 black pawn · h7 black pawn · g6 black pawn · d5 black knight · d4 white pawn · e4 white pawn · c3 white knight · a2 white pawn · b2 white pawn · f2 white pawn · g2 white pawn · h2 white pawn · a1 white rook · c1 white bishop · d1 white queen · e1 white king · f1 white bishop · g1 white knight · h1 white rook | a8 black rook · b8 black knight · c8 black bishop · d8 black queen · e8 black king · f8 black bishop · h8 black rook · a7 black pawn · b7 black pawn · c7 black pawn · e7 black pawn · f7 black pawn · h7 black pawn · g6 black pawn · d5 black knight · d4 white pawn · e4 white pawn · c3 white knight · a2 white pawn · b2 white pawn · f2 white pawn · g2 white pawn · h2 white pawn · a1 white rook · c1 white bishop · d1 white queen · e1 white king · f1 white bishop · g1 white knight · h1 white rook | a8 black rook · b8 black knight · c8 black bishop · d8 black queen · e8 black king · f8 black bishop · h8 black rook · a7 black pawn · b7 black pawn · c7 black pawn · e7 black pawn · f7 black pawn · h7 black pawn · g6 black pawn · d5 black knight · d4 white pawn · e4 white pawn · c3 white knight · a2 white pawn · b2 white pawn · f2 white pawn · g2 white pawn · h2 white pawn · a1 white rook · c1 white bishop · d1 white queen · e1 white king · f1 white bishop · g1 white knight · h1 white rook | a8 black rook · b8 black knight · c8 black bishop · d8 black queen · e8 black king · f8 black bishop · h8 black rook · a7 black pawn · b7 black pawn · c7 black pawn · e7 black pawn · f7 black pawn · h7 black pawn · g6 black pawn · d5 black knight · d4 white pawn · e4 white pawn · c3 white knight · a2 white pawn · b2 white pawn · f2 white pawn · g2 white pawn · h2 white pawn · a1 white rook · c1 white bishop · d1 white queen · e1 white king · f1 white bishop · g1 white knight · h1 white rook | a8 black rook · b8 black knight · c8 black bishop · d8 black queen · e8 black king · f8 black bishop · h8 black rook · a7 black pawn · b7 black pawn · c7 black pawn · e7 black pawn · f7 black pawn · h7 black pawn · g6 black pawn · d5 black knight · d4 white pawn · e4 white pawn · c3 white knight · a2 white pawn · b2 white pawn · f2 white pawn · g2 white pawn · h2 white pawn · a1 white rook · c1 white bishop · d1 white queen · e1 white king · f1 white bishop · g1 white knight · h1 white rook | 6 |
| 5 | a8 black rook · b8 black knight · c8 black bishop · d8 black queen · e8 black king · f8 black bishop · h8 black rook · a7 black pawn · b7 black pawn · c7 black pawn · e7 black pawn · f7 black pawn · h7 black pawn · g6 black pawn · d5 black knight · d4 white pawn · e4 white pawn · c3 white knight · a2 white pawn · b2 white pawn · f2 white pawn · g2 white pawn · h2 white pawn · a1 white rook · c1 white bishop · d1 white queen · e1 white king · f1 white bishop · g1 white knight · h1 white rook | a8 black rook · b8 black knight · c8 black bishop · d8 black queen · e8 black king · f8 black bishop · h8 black rook · a7 black pawn · b7 black pawn · c7 black pawn · e7 black pawn · f7 black pawn · h7 black pawn · g6 black pawn · d5 black knight · d4 white pawn · e4 white pawn · c3 white knight · a2 white pawn · b2 white pawn · f2 white pawn · g2 white pawn · h2 white pawn · a1 white rook · c1 white bishop · d1 white queen · e1 white king · f1 white bishop · g1 white knight · h1 white rook | a8 black rook · b8 black knight · c8 black bishop · d8 black queen · e8 black king · f8 black bishop · h8 black rook · a7 black pawn · b7 black pawn · c7 black pawn · e7 black pawn · f7 black pawn · h7 black pawn · g6 black pawn · d5 black knight · d4 white pawn · e4 white pawn · c3 white knight · a2 white pawn · b2 white pawn · f2 white pawn · g2 white pawn · h2 white pawn · a1 white rook · c1 white bishop · d1 white queen · e1 white king · f1 white bishop · g1 white knight · h1 white rook | a8 black rook · b8 black knight · c8 black bishop · d8 black queen · e8 black king · f8 black bishop · h8 black rook · a7 black pawn · b7 black pawn · c7 black pawn · e7 black pawn · f7 black pawn · h7 black pawn · g6 black pawn · d5 black knight · d4 white pawn · e4 white pawn · c3 white knight · a2 white pawn · b2 white pawn · f2 white pawn · g2 white pawn · h2 white pawn · a1 white rook · c1 white bishop · d1 white queen · e1 white king · f1 white bishop · g1 white knight · h1 white rook | a8 black rook · b8 black knight · c8 black bishop · d8 black queen · e8 black king · f8 black bishop · h8 black rook · a7 black pawn · b7 black pawn · c7 black pawn · e7 black pawn · f7 black pawn · h7 black pawn · g6 black pawn · d5 black knight · d4 white pawn · e4 white pawn · c3 white knight · a2 white pawn · b2 white pawn · f2 white pawn · g2 white pawn · h2 white pawn · a1 white rook · c1 white bishop · d1 white queen · e1 white king · f1 white bishop · g1 white knight · h1 white rook | a8 black rook · b8 black knight · c8 black bishop · d8 black queen · e8 black king · f8 black bishop · h8 black rook · a7 black pawn · b7 black pawn · c7 black pawn · e7 black pawn · f7 black pawn · h7 black pawn · g6 black pawn · d5 black knight · d4 white pawn · e4 white pawn · c3 white knight · a2 white pawn · b2 white pawn · f2 white pawn · g2 white pawn · h2 white pawn · a1 white rook · c1 white bishop · d1 white queen · e1 white king · f1 white bishop · g1 white knight · h1 white rook | a8 black rook · b8 black knight · c8 black bishop · d8 black queen · e8 black king · f8 black bishop · h8 black rook · a7 black pawn · b7 black pawn · c7 black pawn · e7 black pawn · f7 black pawn · h7 black pawn · g6 black pawn · d5 black knight · d4 white pawn · e4 white pawn · c3 white knight · a2 white pawn · b2 white pawn · f2 white pawn · g2 white pawn · h2 white pawn · a1 white rook · c1 white bishop · d1 white queen · e1 white king · f1 white bishop · g1 white knight · h1 white rook | a8 black rook · b8 black knight · c8 black bishop · d8 black queen · e8 black king · f8 black bishop · h8 black rook · a7 black pawn · b7 black pawn · c7 black pawn · e7 black pawn · f7 black pawn · h7 black pawn · g6 black pawn · d5 black knight · d4 white pawn · e4 white pawn · c3 white knight · a2 white pawn · b2 white pawn · f2 white pawn · g2 white pawn · h2 white pawn · a1 white rook · c1 white bishop · d1 white queen · e1 white king · f1 white bishop · g1 white knight · h1 white rook | 5 |
| 4 | a8 black rook · b8 black knight · c8 black bishop · d8 black queen · e8 black king · f8 black bishop · h8 black rook · a7 black pawn · b7 black pawn · c7 black pawn · e7 black pawn · f7 black pawn · h7 black pawn · g6 black pawn · d5 black knight · d4 white pawn · e4 white pawn · c3 white knight · a2 white pawn · b2 white pawn · f2 white pawn · g2 white pawn · h2 white pawn · a1 white rook · c1 white bishop · d1 white queen · e1 white king · f1 white bishop · g1 white knight · h1 white rook | a8 black rook · b8 black knight · c8 black bishop · d8 black queen · e8 black king · f8 black bishop · h8 black rook · a7 black pawn · b7 black pawn · c7 black pawn · e7 black pawn · f7 black pawn · h7 black pawn · g6 black pawn · d5 black knight · d4 white pawn · e4 white pawn · c3 white knight · a2 white pawn · b2 white pawn · f2 white pawn · g2 white pawn · h2 white pawn · a1 white rook · c1 white bishop · d1 white queen · e1 white king · f1 white bishop · g1 white knight · h1 white rook | a8 black rook · b8 black knight · c8 black bishop · d8 black queen · e8 black king · f8 black bishop · h8 black rook · a7 black pawn · b7 black pawn · c7 black pawn · e7 black pawn · f7 black pawn · h7 black pawn · g6 black pawn · d5 black knight · d4 white pawn · e4 white pawn · c3 white knight · a2 white pawn · b2 white pawn · f2 white pawn · g2 white pawn · h2 white pawn · a1 white rook · c1 white bishop · d1 white queen · e1 white king · f1 white bishop · g1 white knight · h1 white rook | a8 black rook · b8 black knight · c8 black bishop · d8 black queen · e8 black king · f8 black bishop · h8 black rook · a7 black pawn · b7 black pawn · c7 black pawn · e7 black pawn · f7 black pawn · h7 black pawn · g6 black pawn · d5 black knight · d4 white pawn · e4 white pawn · c3 white knight · a2 white pawn · b2 white pawn · f2 white pawn · g2 white pawn · h2 white pawn · a1 white rook · c1 white bishop · d1 white queen · e1 white king · f1 white bishop · g1 white knight · h1 white rook | a8 black rook · b8 black knight · c8 black bishop · d8 black queen · e8 black king · f8 black bishop · h8 black rook · a7 black pawn · b7 black pawn · c7 black pawn · e7 black pawn · f7 black pawn · h7 black pawn · g6 black pawn · d5 black knight · d4 white pawn · e4 white pawn · c3 white knight · a2 white pawn · b2 white pawn · f2 white pawn · g2 white pawn · h2 white pawn · a1 white rook · c1 white bishop · d1 white queen · e1 white king · f1 white bishop · g1 white knight · h1 white rook | a8 black rook · b8 black knight · c8 black bishop · d8 black queen · e8 black king · f8 black bishop · h8 black rook · a7 black pawn · b7 black pawn · c7 black pawn · e7 black pawn · f7 black pawn · h7 black pawn · g6 black pawn · d5 black knight · d4 white pawn · e4 white pawn · c3 white knight · a2 white pawn · b2 white pawn · f2 white pawn · g2 white pawn · h2 white pawn · a1 white rook · c1 white bishop · d1 white queen · e1 white king · f1 white bishop · g1 white knight · h1 white rook | a8 black rook · b8 black knight · c8 black bishop · d8 black queen · e8 black king · f8 black bishop · h8 black rook · a7 black pawn · b7 black pawn · c7 black pawn · e7 black pawn · f7 black pawn · h7 black pawn · g6 black pawn · d5 black knight · d4 white pawn · e4 white pawn · c3 white knight · a2 white pawn · b2 white pawn · f2 white pawn · g2 white pawn · h2 white pawn · a1 white rook · c1 white bishop · d1 white queen · e1 white king · f1 white bishop · g1 white knight · h1 white rook | a8 black rook · b8 black knight · c8 black bishop · d8 black queen · e8 black king · f8 black bishop · h8 black rook · a7 black pawn · b7 black pawn · c7 black pawn · e7 black pawn · f7 black pawn · h7 black pawn · g6 black pawn · d5 black knight · d4 white pawn · e4 white pawn · c3 white knight · a2 white pawn · b2 white pawn · f2 white pawn · g2 white pawn · h2 white pawn · a1 white rook · c1 white bishop · d1 white queen · e1 white king · f1 white bishop · g1 white knight · h1 white rook | 4 |
| 3 | a8 black rook · b8 black knight · c8 black bishop · d8 black queen · e8 black king · f8 black bishop · h8 black rook · a7 black pawn · b7 black pawn · c7 black pawn · e7 black pawn · f7 black pawn · h7 black pawn · g6 black pawn · d5 black knight · d4 white pawn · e4 white pawn · c3 white knight · a2 white pawn · b2 white pawn · f2 white pawn · g2 white pawn · h2 white pawn · a1 white rook · c1 white bishop · d1 white queen · e1 white king · f1 white bishop · g1 white knight · h1 white rook | a8 black rook · b8 black knight · c8 black bishop · d8 black queen · e8 black king · f8 black bishop · h8 black rook · a7 black pawn · b7 black pawn · c7 black pawn · e7 black pawn · f7 black pawn · h7 black pawn · g6 black pawn · d5 black knight · d4 white pawn · e4 white pawn · c3 white knight · a2 white pawn · b2 white pawn · f2 white pawn · g2 white pawn · h2 white pawn · a1 white rook · c1 white bishop · d1 white queen · e1 white king · f1 white bishop · g1 white knight · h1 white rook | a8 black rook · b8 black knight · c8 black bishop · d8 black queen · e8 black king · f8 black bishop · h8 black rook · a7 black pawn · b7 black pawn · c7 black pawn · e7 black pawn · f7 black pawn · h7 black pawn · g6 black pawn · d5 black knight · d4 white pawn · e4 white pawn · c3 white knight · a2 white pawn · b2 white pawn · f2 white pawn · g2 white pawn · h2 white pawn · a1 white rook · c1 white bishop · d1 white queen · e1 white king · f1 white bishop · g1 white knight · h1 white rook | a8 black rook · b8 black knight · c8 black bishop · d8 black queen · e8 black king · f8 black bishop · h8 black rook · a7 black pawn · b7 black pawn · c7 black pawn · e7 black pawn · f7 black pawn · h7 black pawn · g6 black pawn · d5 black knight · d4 white pawn · e4 white pawn · c3 white knight · a2 white pawn · b2 white pawn · f2 white pawn · g2 white pawn · h2 white pawn · a1 white rook · c1 white bishop · d1 white queen · e1 white king · f1 white bishop · g1 white knight · h1 white rook | a8 black rook · b8 black knight · c8 black bishop · d8 black queen · e8 black king · f8 black bishop · h8 black rook · a7 black pawn · b7 black pawn · c7 black pawn · e7 black pawn · f7 black pawn · h7 black pawn · g6 black pawn · d5 black knight · d4 white pawn · e4 white pawn · c3 white knight · a2 white pawn · b2 white pawn · f2 white pawn · g2 white pawn · h2 white pawn · a1 white rook · c1 white bishop · d1 white queen · e1 white king · f1 white bishop · g1 white knight · h1 white rook | a8 black rook · b8 black knight · c8 black bishop · d8 black queen · e8 black king · f8 black bishop · h8 black rook · a7 black pawn · b7 black pawn · c7 black pawn · e7 black pawn · f7 black pawn · h7 black pawn · g6 black pawn · d5 black knight · d4 white pawn · e4 white pawn · c3 white knight · a2 white pawn · b2 white pawn · f2 white pawn · g2 white pawn · h2 white pawn · a1 white rook · c1 white bishop · d1 white queen · e1 white king · f1 white bishop · g1 white knight · h1 white rook | a8 black rook · b8 black knight · c8 black bishop · d8 black queen · e8 black king · f8 black bishop · h8 black rook · a7 black pawn · b7 black pawn · c7 black pawn · e7 black pawn · f7 black pawn · h7 black pawn · g6 black pawn · d5 black knight · d4 white pawn · e4 white pawn · c3 white knight · a2 white pawn · b2 white pawn · f2 white pawn · g2 white pawn · h2 white pawn · a1 white rook · c1 white bishop · d1 white queen · e1 white king · f1 white bishop · g1 white knight · h1 white rook | a8 black rook · b8 black knight · c8 black bishop · d8 black queen · e8 black king · f8 black bishop · h8 black rook · a7 black pawn · b7 black pawn · c7 black pawn · e7 black pawn · f7 black pawn · h7 black pawn · g6 black pawn · d5 black knight · d4 white pawn · e4 white pawn · c3 white knight · a2 white pawn · b2 white pawn · f2 white pawn · g2 white pawn · h2 white pawn · a1 white rook · c1 white bishop · d1 white queen · e1 white king · f1 white bishop · g1 white knight · h1 white rook | 3 |
| 2 | a8 black rook · b8 black knight · c8 black bishop · d8 black queen · e8 black king · f8 black bishop · h8 black rook · a7 black pawn · b7 black pawn · c7 black pawn · e7 black pawn · f7 black pawn · h7 black pawn · g6 black pawn · d5 black knight · d4 white pawn · e4 white pawn · c3 white knight · a2 white pawn · b2 white pawn · f2 white pawn · g2 white pawn · h2 white pawn · a1 white rook · c1 white bishop · d1 white queen · e1 white king · f1 white bishop · g1 white knight · h1 white rook | a8 black rook · b8 black knight · c8 black bishop · d8 black queen · e8 black king · f8 black bishop · h8 black rook · a7 black pawn · b7 black pawn · c7 black pawn · e7 black pawn · f7 black pawn · h7 black pawn · g6 black pawn · d5 black knight · d4 white pawn · e4 white pawn · c3 white knight · a2 white pawn · b2 white pawn · f2 white pawn · g2 white pawn · h2 white pawn · a1 white rook · c1 white bishop · d1 white queen · e1 white king · f1 white bishop · g1 white knight · h1 white rook | a8 black rook · b8 black knight · c8 black bishop · d8 black queen · e8 black king · f8 black bishop · h8 black rook · a7 black pawn · b7 black pawn · c7 black pawn · e7 black pawn · f7 black pawn · h7 black pawn · g6 black pawn · d5 black knight · d4 white pawn · e4 white pawn · c3 white knight · a2 white pawn · b2 white pawn · f2 white pawn · g2 white pawn · h2 white pawn · a1 white rook · c1 white bishop · d1 white queen · e1 white king · f1 white bishop · g1 white knight · h1 white rook | a8 black rook · b8 black knight · c8 black bishop · d8 black queen · e8 black king · f8 black bishop · h8 black rook · a7 black pawn · b7 black pawn · c7 black pawn · e7 black pawn · f7 black pawn · h7 black pawn · g6 black pawn · d5 black knight · d4 white pawn · e4 white pawn · c3 white knight · a2 white pawn · b2 white pawn · f2 white pawn · g2 white pawn · h2 white pawn · a1 white rook · c1 white bishop · d1 white queen · e1 white king · f1 white bishop · g1 white knight · h1 white rook | a8 black rook · b8 black knight · c8 black bishop · d8 black queen · e8 black king · f8 black bishop · h8 black rook · a7 black pawn · b7 black pawn · c7 black pawn · e7 black pawn · f7 black pawn · h7 black pawn · g6 black pawn · d5 black knight · d4 white pawn · e4 white pawn · c3 white knight · a2 white pawn · b2 white pawn · f2 white pawn · g2 white pawn · h2 white pawn · a1 white rook · c1 white bishop · d1 white queen · e1 white king · f1 white bishop · g1 white knight · h1 white rook | a8 black rook · b8 black knight · c8 black bishop · d8 black queen · e8 black king · f8 black bishop · h8 black rook · a7 black pawn · b7 black pawn · c7 black pawn · e7 black pawn · f7 black pawn · h7 black pawn · g6 black pawn · d5 black knight · d4 white pawn · e4 white pawn · c3 white knight · a2 white pawn · b2 white pawn · f2 white pawn · g2 white pawn · h2 white pawn · a1 white rook · c1 white bishop · d1 white queen · e1 white king · f1 white bishop · g1 white knight · h1 white rook | a8 black rook · b8 black knight · c8 black bishop · d8 black queen · e8 black king · f8 black bishop · h8 black rook · a7 black pawn · b7 black pawn · c7 black pawn · e7 black pawn · f7 black pawn · h7 black pawn · g6 black pawn · d5 black knight · d4 white pawn · e4 white pawn · c3 white knight · a2 white pawn · b2 white pawn · f2 white pawn · g2 white pawn · h2 white pawn · a1 white rook · c1 white bishop · d1 white queen · e1 white king · f1 white bishop · g1 white knight · h1 white rook | a8 black rook · b8 black knight · c8 black bishop · d8 black queen · e8 black king · f8 black bishop · h8 black rook · a7 black pawn · b7 black pawn · c7 black pawn · e7 black pawn · f7 black pawn · h7 black pawn · g6 black pawn · d5 black knight · d4 white pawn · e4 white pawn · c3 white knight · a2 white pawn · b2 white pawn · f2 white pawn · g2 white pawn · h2 white pawn · a1 white rook · c1 white bishop · d1 white queen · e1 white king · f1 white bishop · g1 white knight · h1 white rook | 2 |
| 1 | a8 black rook · b8 black knight · c8 black bishop · d8 black queen · e8 black king · f8 black bishop · h8 black rook · a7 black pawn · b7 black pawn · c7 black pawn · e7 black pawn · f7 black pawn · h7 black pawn · g6 black pawn · d5 black knight · d4 white pawn · e4 white pawn · c3 white knight · a2 white pawn · b2 white pawn · f2 white pawn · g2 white pawn · h2 white pawn · a1 white rook · c1 white bishop · d1 white queen · e1 white king · f1 white bishop · g1 white knight · h1 white rook | a8 black rook · b8 black knight · c8 black bishop · d8 black queen · e8 black king · f8 black bishop · h8 black rook · a7 black pawn · b7 black pawn · c7 black pawn · e7 black pawn · f7 black pawn · h7 black pawn · g6 black pawn · d5 black knight · d4 white pawn · e4 white pawn · c3 white knight · a2 white pawn · b2 white pawn · f2 white pawn · g2 white pawn · h2 white pawn · a1 white rook · c1 white bishop · d1 white queen · e1 white king · f1 white bishop · g1 white knight · h1 white rook | a8 black rook · b8 black knight · c8 black bishop · d8 black queen · e8 black king · f8 black bishop · h8 black rook · a7 black pawn · b7 black pawn · c7 black pawn · e7 black pawn · f7 black pawn · h7 black pawn · g6 black pawn · d5 black knight · d4 white pawn · e4 white pawn · c3 white knight · a2 white pawn · b2 white pawn · f2 white pawn · g2 white pawn · h2 white pawn · a1 white rook · c1 white bishop · d1 white queen · e1 white king · f1 white bishop · g1 white knight · h1 white rook | a8 black rook · b8 black knight · c8 black bishop · d8 black queen · e8 black king · f8 black bishop · h8 black rook · a7 black pawn · b7 black pawn · c7 black pawn · e7 black pawn · f7 black pawn · h7 black pawn · g6 black pawn · d5 black knight · d4 white pawn · e4 white pawn · c3 white knight · a2 white pawn · b2 white pawn · f2 white pawn · g2 white pawn · h2 white pawn · a1 white rook · c1 white bishop · d1 white queen · e1 white king · f1 white bishop · g1 white knight · h1 white rook | a8 black rook · b8 black knight · c8 black bishop · d8 black queen · e8 black king · f8 black bishop · h8 black rook · a7 black pawn · b7 black pawn · c7 black pawn · e7 black pawn · f7 black pawn · h7 black pawn · g6 black pawn · d5 black knight · d4 white pawn · e4 white pawn · c3 white knight · a2 white pawn · b2 white pawn · f2 white pawn · g2 white pawn · h2 white pawn · a1 white rook · c1 white bishop · d1 white queen · e1 white king · f1 white bishop · g1 white knight · h1 white rook | a8 black rook · b8 black knight · c8 black bishop · d8 black queen · e8 black king · f8 black bishop · h8 black rook · a7 black pawn · b7 black pawn · c7 black pawn · e7 black pawn · f7 black pawn · h7 black pawn · g6 black pawn · d5 black knight · d4 white pawn · e4 white pawn · c3 white knight · a2 white pawn · b2 white pawn · f2 white pawn · g2 white pawn · h2 white pawn · a1 white rook · c1 white bishop · d1 white queen · e1 white king · f1 white bishop · g1 white knight · h1 white rook | a8 black rook · b8 black knight · c8 black bishop · d8 black queen · e8 black king · f8 black bishop · h8 black rook · a7 black pawn · b7 black pawn · c7 black pawn · e7 black pawn · f7 black pawn · h7 black pawn · g6 black pawn · d5 black knight · d4 white pawn · e4 white pawn · c3 white knight · a2 white pawn · b2 white pawn · f2 white pawn · g2 white pawn · h2 white pawn · a1 white rook · c1 white bishop · d1 white queen · e1 white king · f1 white bishop · g1 white knight · h1 white rook | a8 black rook · b8 black knight · c8 black bishop · d8 black queen · e8 black king · f8 black bishop · h8 black rook · a7 black pawn · b7 black pawn · c7 black pawn · e7 black pawn · f7 black pawn · h7 black pawn · g6 black pawn · d5 black knight · d4 white pawn · e4 white pawn · c3 white knight · a2 white pawn · b2 white pawn · f2 white pawn · g2 white pawn · h2 white pawn · a1 white rook · c1 white bishop · d1 white queen · e1 white king · f1 white bishop · g1 white knight · h1 white rook | 1 |
|   | a | b | c | d | e | f | g | h |   |

 Главна линија Гринфелда, варијанта размјене ( ЕЦО кодови Д85 – Д89), дефинисана је наставком 4. ц:д5 С:д5 5. е4. Сада бијели има импозантни центар - и главни наставак 5. С:ц3 6. б:ц3 јача га још даље. Црни генерално напада средиште бијелога са ц5 и Лг7, често праћени потезима као што су Да5, ц:д4, Лг4 и Сц6. Бијели често користи свој велики центар да би извео напад на црног краља. Једна субваријанта коју Карпов често игра, укључујући четири игре свог меча за свјетско првенство 1987. године против Каспарова у Севиљи, Шпанија, је Севиљска варијанта, послије 6. Лг7 7. Лц4 ц5 8. Се2 Сц6 9. Ле3 0-0 10. 0-0 Сг4 11.ф3 Са5 12. Л:ф7 +, дуго је сматрано лошим потезом од теорије, јер се вјеровало да је бјелопољна слабост дала црном више него довољну компензацију пјешака.

Бијели може да развија своје фигуре на различите начине у варијанти размјене. Деценијама је теорија држала да је исправна метода развоја била код Лц4 и Се2, често праћених 0-0 и ф4-ф5, што је играло за централни пробој или напад краљеве стране. Генерално се мислило да је рани Сф3 слаб у варијанти размјене, јер је црном дозвољавао превелики притисак на центар Лг4. Крајем 1970-их, међутим, Карпов, Каспаров и други су пронашли различите методе за играње варијанти размјене са бијелим, често укључујући рани Тб1 да би се уклонио топ са осетљиве дијагонале а1-х8, као и покушали да спрече развој дамине стране црног. Други, релативно недавно развијени систем укључује брзо играње Ле3, Дд2 и Тц1 или Тд1 да би учврстили центар бијелог, уклонили бијелог топа из дијагонале и евентуално омогућили рани д5 гурање од стране бијелог. 

## Руски систем: 4. Сф3 Лг7 5. Дб3
|   | a | b | c | d | e | f | g | h |   |
| 8 | a8 black rook · b8 black knight · c8 black bishop · d8 black queen · e8 black king · h8 black rook · a7 black pawn · b7 black pawn · c7 black pawn · e7 black pawn · f7 black pawn · g7 black bishop · h7 black pawn · f6 black knight · g6 black pawn · d5 black pawn · c4 white pawn · d4 white pawn · b3 white queen · c3 white knight · f3 white knight · a2 white pawn · b2 white pawn · e2 white pawn · f2 white pawn · g2 white pawn · h2 white pawn · a1 white rook · c1 white bishop · e1 white king · f1 white bishop · h1 white rook | a8 black rook · b8 black knight · c8 black bishop · d8 black queen · e8 black king · h8 black rook · a7 black pawn · b7 black pawn · c7 black pawn · e7 black pawn · f7 black pawn · g7 black bishop · h7 black pawn · f6 black knight · g6 black pawn · d5 black pawn · c4 white pawn · d4 white pawn · b3 white queen · c3 white knight · f3 white knight · a2 white pawn · b2 white pawn · e2 white pawn · f2 white pawn · g2 white pawn · h2 white pawn · a1 white rook · c1 white bishop · e1 white king · f1 white bishop · h1 white rook | a8 black rook · b8 black knight · c8 black bishop · d8 black queen · e8 black king · h8 black rook · a7 black pawn · b7 black pawn · c7 black pawn · e7 black pawn · f7 black pawn · g7 black bishop · h7 black pawn · f6 black knight · g6 black pawn · d5 black pawn · c4 white pawn · d4 white pawn · b3 white queen · c3 white knight · f3 white knight · a2 white pawn · b2 white pawn · e2 white pawn · f2 white pawn · g2 white pawn · h2 white pawn · a1 white rook · c1 white bishop · e1 white king · f1 white bishop · h1 white rook | a8 black rook · b8 black knight · c8 black bishop · d8 black queen · e8 black king · h8 black rook · a7 black pawn · b7 black pawn · c7 black pawn · e7 black pawn · f7 black pawn · g7 black bishop · h7 black pawn · f6 black knight · g6 black pawn · d5 black pawn · c4 white pawn · d4 white pawn · b3 white queen · c3 white knight · f3 white knight · a2 white pawn · b2 white pawn · e2 white pawn · f2 white pawn · g2 white pawn · h2 white pawn · a1 white rook · c1 white bishop · e1 white king · f1 white bishop · h1 white rook | a8 black rook · b8 black knight · c8 black bishop · d8 black queen · e8 black king · h8 black rook · a7 black pawn · b7 black pawn · c7 black pawn · e7 black pawn · f7 black pawn · g7 black bishop · h7 black pawn · f6 black knight · g6 black pawn · d5 black pawn · c4 white pawn · d4 white pawn · b3 white queen · c3 white knight · f3 white knight · a2 white pawn · b2 white pawn · e2 white pawn · f2 white pawn · g2 white pawn · h2 white pawn · a1 white rook · c1 white bishop · e1 white king · f1 white bishop · h1 white rook | a8 black rook · b8 black knight · c8 black bishop · d8 black queen · e8 black king · h8 black rook · a7 black pawn · b7 black pawn · c7 black pawn · e7 black pawn · f7 black pawn · g7 black bishop · h7 black pawn · f6 black knight · g6 black pawn · d5 black pawn · c4 white pawn · d4 white pawn · b3 white queen · c3 white knight · f3 white knight · a2 white pawn · b2 white pawn · e2 white pawn · f2 white pawn · g2 white pawn · h2 white pawn · a1 white rook · c1 white bishop · e1 white king · f1 white bishop · h1 white rook | a8 black rook · b8 black knight · c8 black bishop · d8 black queen · e8 black king · h8 black rook · a7 black pawn · b7 black pawn · c7 black pawn · e7 black pawn · f7 black pawn · g7 black bishop · h7 black pawn · f6 black knight · g6 black pawn · d5 black pawn · c4 white pawn · d4 white pawn · b3 white queen · c3 white knight · f3 white knight · a2 white pawn · b2 white pawn · e2 white pawn · f2 white pawn · g2 white pawn · h2 white pawn · a1 white rook · c1 white bishop · e1 white king · f1 white bishop · h1 white rook | a8 black rook · b8 black knight · c8 black bishop · d8 black queen · e8 black king · h8 black rook · a7 black pawn · b7 black pawn · c7 black pawn · e7 black pawn · f7 black pawn · g7 black bishop · h7 black pawn · f6 black knight · g6 black pawn · d5 black pawn · c4 white pawn · d4 white pawn · b3 white queen · c3 white knight · f3 white knight · a2 white pawn · b2 white pawn · e2 white pawn · f2 white pawn · g2 white pawn · h2 white pawn · a1 white rook · c1 white bishop · e1 white king · f1 white bishop · h1 white rook | 8 |
| 7 | a8 black rook · b8 black knight · c8 black bishop · d8 black queen · e8 black king · h8 black rook · a7 black pawn · b7 black pawn · c7 black pawn · e7 black pawn · f7 black pawn · g7 black bishop · h7 black pawn · f6 black knight · g6 black pawn · d5 black pawn · c4 white pawn · d4 white pawn · b3 white queen · c3 white knight · f3 white knight · a2 white pawn · b2 white pawn · e2 white pawn · f2 white pawn · g2 white pawn · h2 white pawn · a1 white rook · c1 white bishop · e1 white king · f1 white bishop · h1 white rook | a8 black rook · b8 black knight · c8 black bishop · d8 black queen · e8 black king · h8 black rook · a7 black pawn · b7 black pawn · c7 black pawn · e7 black pawn · f7 black pawn · g7 black bishop · h7 black pawn · f6 black knight · g6 black pawn · d5 black pawn · c4 white pawn · d4 white pawn · b3 white queen · c3 white knight · f3 white knight · a2 white pawn · b2 white pawn · e2 white pawn · f2 white pawn · g2 white pawn · h2 white pawn · a1 white rook · c1 white bishop · e1 white king · f1 white bishop · h1 white rook | a8 black rook · b8 black knight · c8 black bishop · d8 black queen · e8 black king · h8 black rook · a7 black pawn · b7 black pawn · c7 black pawn · e7 black pawn · f7 black pawn · g7 black bishop · h7 black pawn · f6 black knight · g6 black pawn · d5 black pawn · c4 white pawn · d4 white pawn · b3 white queen · c3 white knight · f3 white knight · a2 white pawn · b2 white pawn · e2 white pawn · f2 white pawn · g2 white pawn · h2 white pawn · a1 white rook · c1 white bishop · e1 white king · f1 white bishop · h1 white rook | a8 black rook · b8 black knight · c8 black bishop · d8 black queen · e8 black king · h8 black rook · a7 black pawn · b7 black pawn · c7 black pawn · e7 black pawn · f7 black pawn · g7 black bishop · h7 black pawn · f6 black knight · g6 black pawn · d5 black pawn · c4 white pawn · d4 white pawn · b3 white queen · c3 white knight · f3 white knight · a2 white pawn · b2 white pawn · e2 white pawn · f2 white pawn · g2 white pawn · h2 white pawn · a1 white rook · c1 white bishop · e1 white king · f1 white bishop · h1 white rook | a8 black rook · b8 black knight · c8 black bishop · d8 black queen · e8 black king · h8 black rook · a7 black pawn · b7 black pawn · c7 black pawn · e7 black pawn · f7 black pawn · g7 black bishop · h7 black pawn · f6 black knight · g6 black pawn · d5 black pawn · c4 white pawn · d4 white pawn · b3 white queen · c3 white knight · f3 white knight · a2 white pawn · b2 white pawn · e2 white pawn · f2 white pawn · g2 white pawn · h2 white pawn · a1 white rook · c1 white bishop · e1 white king · f1 white bishop · h1 white rook | a8 black rook · b8 black knight · c8 black bishop · d8 black queen · e8 black king · h8 black rook · a7 black pawn · b7 black pawn · c7 black pawn · e7 black pawn · f7 black pawn · g7 black bishop · h7 black pawn · f6 black knight · g6 black pawn · d5 black pawn · c4 white pawn · d4 white pawn · b3 white queen · c3 white knight · f3 white knight · a2 white pawn · b2 white pawn · e2 white pawn · f2 white pawn · g2 white pawn · h2 white pawn · a1 white rook · c1 white bishop · e1 white king · f1 white bishop · h1 white rook | a8 black rook · b8 black knight · c8 black bishop · d8 black queen · e8 black king · h8 black rook · a7 black pawn · b7 black pawn · c7 black pawn · e7 black pawn · f7 black pawn · g7 black bishop · h7 black pawn · f6 black knight · g6 black pawn · d5 black pawn · c4 white pawn · d4 white pawn · b3 white queen · c3 white knight · f3 white knight · a2 white pawn · b2 white pawn · e2 white pawn · f2 white pawn · g2 white pawn · h2 white pawn · a1 white rook · c1 white bishop · e1 white king · f1 white bishop · h1 white rook | a8 black rook · b8 black knight · c8 black bishop · d8 black queen · e8 black king · h8 black rook · a7 black pawn · b7 black pawn · c7 black pawn · e7 black pawn · f7 black pawn · g7 black bishop · h7 black pawn · f6 black knight · g6 black pawn · d5 black pawn · c4 white pawn · d4 white pawn · b3 white queen · c3 white knight · f3 white knight · a2 white pawn · b2 white pawn · e2 white pawn · f2 white pawn · g2 white pawn · h2 white pawn · a1 white rook · c1 white bishop · e1 white king · f1 white bishop · h1 white rook | 7 |
| 6 | a8 black rook · b8 black knight · c8 black bishop · d8 black queen · e8 black king · h8 black rook · a7 black pawn · b7 black pawn · c7 black pawn · e7 black pawn · f7 black pawn · g7 black bishop · h7 black pawn · f6 black knight · g6 black pawn · d5 black pawn · c4 white pawn · d4 white pawn · b3 white queen · c3 white knight · f3 white knight · a2 white pawn · b2 white pawn · e2 white pawn · f2 white pawn · g2 white pawn · h2 white pawn · a1 white rook · c1 white bishop · e1 white king · f1 white bishop · h1 white rook | a8 black rook · b8 black knight · c8 black bishop · d8 black queen · e8 black king · h8 black rook · a7 black pawn · b7 black pawn · c7 black pawn · e7 black pawn · f7 black pawn · g7 black bishop · h7 black pawn · f6 black knight · g6 black pawn · d5 black pawn · c4 white pawn · d4 white pawn · b3 white queen · c3 white knight · f3 white knight · a2 white pawn · b2 white pawn · e2 white pawn · f2 white pawn · g2 white pawn · h2 white pawn · a1 white rook · c1 white bishop · e1 white king · f1 white bishop · h1 white rook | a8 black rook · b8 black knight · c8 black bishop · d8 black queen · e8 black king · h8 black rook · a7 black pawn · b7 black pawn · c7 black pawn · e7 black pawn · f7 black pawn · g7 black bishop · h7 black pawn · f6 black knight · g6 black pawn · d5 black pawn · c4 white pawn · d4 white pawn · b3 white queen · c3 white knight · f3 white knight · a2 white pawn · b2 white pawn · e2 white pawn · f2 white pawn · g2 white pawn · h2 white pawn · a1 white rook · c1 white bishop · e1 white king · f1 white bishop · h1 white rook | a8 black rook · b8 black knight · c8 black bishop · d8 black queen · e8 black king · h8 black rook · a7 black pawn · b7 black pawn · c7 black pawn · e7 black pawn · f7 black pawn · g7 black bishop · h7 black pawn · f6 black knight · g6 black pawn · d5 black pawn · c4 white pawn · d4 white pawn · b3 white queen · c3 white knight · f3 white knight · a2 white pawn · b2 white pawn · e2 white pawn · f2 white pawn · g2 white pawn · h2 white pawn · a1 white rook · c1 white bishop · e1 white king · f1 white bishop · h1 white rook | a8 black rook · b8 black knight · c8 black bishop · d8 black queen · e8 black king · h8 black rook · a7 black pawn · b7 black pawn · c7 black pawn · e7 black pawn · f7 black pawn · g7 black bishop · h7 black pawn · f6 black knight · g6 black pawn · d5 black pawn · c4 white pawn · d4 white pawn · b3 white queen · c3 white knight · f3 white knight · a2 white pawn · b2 white pawn · e2 white pawn · f2 white pawn · g2 white pawn · h2 white pawn · a1 white rook · c1 white bishop · e1 white king · f1 white bishop · h1 white rook | a8 black rook · b8 black knight · c8 black bishop · d8 black queen · e8 black king · h8 black rook · a7 black pawn · b7 black pawn · c7 black pawn · e7 black pawn · f7 black pawn · g7 black bishop · h7 black pawn · f6 black knight · g6 black pawn · d5 black pawn · c4 white pawn · d4 white pawn · b3 white queen · c3 white knight · f3 white knight · a2 white pawn · b2 white pawn · e2 white pawn · f2 white pawn · g2 white pawn · h2 white pawn · a1 white rook · c1 white bishop · e1 white king · f1 white bishop · h1 white rook | a8 black rook · b8 black knight · c8 black bishop · d8 black queen · e8 black king · h8 black rook · a7 black pawn · b7 black pawn · c7 black pawn · e7 black pawn · f7 black pawn · g7 black bishop · h7 black pawn · f6 black knight · g6 black pawn · d5 black pawn · c4 white pawn · d4 white pawn · b3 white queen · c3 white knight · f3 white knight · a2 white pawn · b2 white pawn · e2 white pawn · f2 white pawn · g2 white pawn · h2 white pawn · a1 white rook · c1 white bishop · e1 white king · f1 white bishop · h1 white rook | a8 black rook · b8 black knight · c8 black bishop · d8 black queen · e8 black king · h8 black rook · a7 black pawn · b7 black pawn · c7 black pawn · e7 black pawn · f7 black pawn · g7 black bishop · h7 black pawn · f6 black knight · g6 black pawn · d5 black pawn · c4 white pawn · d4 white pawn · b3 white queen · c3 white knight · f3 white knight · a2 white pawn · b2 white pawn · e2 white pawn · f2 white pawn · g2 white pawn · h2 white pawn · a1 white rook · c1 white bishop · e1 white king · f1 white bishop · h1 white rook | 6 |
| 5 | a8 black rook · b8 black knight · c8 black bishop · d8 black queen · e8 black king · h8 black rook · a7 black pawn · b7 black pawn · c7 black pawn · e7 black pawn · f7 black pawn · g7 black bishop · h7 black pawn · f6 black knight · g6 black pawn · d5 black pawn · c4 white pawn · d4 white pawn · b3 white queen · c3 white knight · f3 white knight · a2 white pawn · b2 white pawn · e2 white pawn · f2 white pawn · g2 white pawn · h2 white pawn · a1 white rook · c1 white bishop · e1 white king · f1 white bishop · h1 white rook | a8 black rook · b8 black knight · c8 black bishop · d8 black queen · e8 black king · h8 black rook · a7 black pawn · b7 black pawn · c7 black pawn · e7 black pawn · f7 black pawn · g7 black bishop · h7 black pawn · f6 black knight · g6 black pawn · d5 black pawn · c4 white pawn · d4 white pawn · b3 white queen · c3 white knight · f3 white knight · a2 white pawn · b2 white pawn · e2 white pawn · f2 white pawn · g2 white pawn · h2 white pawn · a1 white rook · c1 white bishop · e1 white king · f1 white bishop · h1 white rook | a8 black rook · b8 black knight · c8 black bishop · d8 black queen · e8 black king · h8 black rook · a7 black pawn · b7 black pawn · c7 black pawn · e7 black pawn · f7 black pawn · g7 black bishop · h7 black pawn · f6 black knight · g6 black pawn · d5 black pawn · c4 white pawn · d4 white pawn · b3 white queen · c3 white knight · f3 white knight · a2 white pawn · b2 white pawn · e2 white pawn · f2 white pawn · g2 white pawn · h2 white pawn · a1 white rook · c1 white bishop · e1 white king · f1 white bishop · h1 white rook | a8 black rook · b8 black knight · c8 black bishop · d8 black queen · e8 black king · h8 black rook · a7 black pawn · b7 black pawn · c7 black pawn · e7 black pawn · f7 black pawn · g7 black bishop · h7 black pawn · f6 black knight · g6 black pawn · d5 black pawn · c4 white pawn · d4 white pawn · b3 white queen · c3 white knight · f3 white knight · a2 white pawn · b2 white pawn · e2 white pawn · f2 white pawn · g2 white pawn · h2 white pawn · a1 white rook · c1 white bishop · e1 white king · f1 white bishop · h1 white rook | a8 black rook · b8 black knight · c8 black bishop · d8 black queen · e8 black king · h8 black rook · a7 black pawn · b7 black pawn · c7 black pawn · e7 black pawn · f7 black pawn · g7 black bishop · h7 black pawn · f6 black knight · g6 black pawn · d5 black pawn · c4 white pawn · d4 white pawn · b3 white queen · c3 white knight · f3 white knight · a2 white pawn · b2 white pawn · e2 white pawn · f2 white pawn · g2 white pawn · h2 white pawn · a1 white rook · c1 white bishop · e1 white king · f1 white bishop · h1 white rook | a8 black rook · b8 black knight · c8 black bishop · d8 black queen · e8 black king · h8 black rook · a7 black pawn · b7 black pawn · c7 black pawn · e7 black pawn · f7 black pawn · g7 black bishop · h7 black pawn · f6 black knight · g6 black pawn · d5 black pawn · c4 white pawn · d4 white pawn · b3 white queen · c3 white knight · f3 white knight · a2 white pawn · b2 white pawn · e2 white pawn · f2 white pawn · g2 white pawn · h2 white pawn · a1 white rook · c1 white bishop · e1 white king · f1 white bishop · h1 white rook | a8 black rook · b8 black knight · c8 black bishop · d8 black queen · e8 black king · h8 black rook · a7 black pawn · b7 black pawn · c7 black pawn · e7 black pawn · f7 black pawn · g7 black bishop · h7 black pawn · f6 black knight · g6 black pawn · d5 black pawn · c4 white pawn · d4 white pawn · b3 white queen · c3 white knight · f3 white knight · a2 white pawn · b2 white pawn · e2 white pawn · f2 white pawn · g2 white pawn · h2 white pawn · a1 white rook · c1 white bishop · e1 white king · f1 white bishop · h1 white rook | a8 black rook · b8 black knight · c8 black bishop · d8 black queen · e8 black king · h8 black rook · a7 black pawn · b7 black pawn · c7 black pawn · e7 black pawn · f7 black pawn · g7 black bishop · h7 black pawn · f6 black knight · g6 black pawn · d5 black pawn · c4 white pawn · d4 white pawn · b3 white queen · c3 white knight · f3 white knight · a2 white pawn · b2 white pawn · e2 white pawn · f2 white pawn · g2 white pawn · h2 white pawn · a1 white rook · c1 white bishop · e1 white king · f1 white bishop · h1 white rook | 5 |
| 4 | a8 black rook · b8 black knight · c8 black bishop · d8 black queen · e8 black king · h8 black rook · a7 black pawn · b7 black pawn · c7 black pawn · e7 black pawn · f7 black pawn · g7 black bishop · h7 black pawn · f6 black knight · g6 black pawn · d5 black pawn · c4 white pawn · d4 white pawn · b3 white queen · c3 white knight · f3 white knight · a2 white pawn · b2 white pawn · e2 white pawn · f2 white pawn · g2 white pawn · h2 white pawn · a1 white rook · c1 white bishop · e1 white king · f1 white bishop · h1 white rook | a8 black rook · b8 black knight · c8 black bishop · d8 black queen · e8 black king · h8 black rook · a7 black pawn · b7 black pawn · c7 black pawn · e7 black pawn · f7 black pawn · g7 black bishop · h7 black pawn · f6 black knight · g6 black pawn · d5 black pawn · c4 white pawn · d4 white pawn · b3 white queen · c3 white knight · f3 white knight · a2 white pawn · b2 white pawn · e2 white pawn · f2 white pawn · g2 white pawn · h2 white pawn · a1 white rook · c1 white bishop · e1 white king · f1 white bishop · h1 white rook | a8 black rook · b8 black knight · c8 black bishop · d8 black queen · e8 black king · h8 black rook · a7 black pawn · b7 black pawn · c7 black pawn · e7 black pawn · f7 black pawn · g7 black bishop · h7 black pawn · f6 black knight · g6 black pawn · d5 black pawn · c4 white pawn · d4 white pawn · b3 white queen · c3 white knight · f3 white knight · a2 white pawn · b2 white pawn · e2 white pawn · f2 white pawn · g2 white pawn · h2 white pawn · a1 white rook · c1 white bishop · e1 white king · f1 white bishop · h1 white rook | a8 black rook · b8 black knight · c8 black bishop · d8 black queen · e8 black king · h8 black rook · a7 black pawn · b7 black pawn · c7 black pawn · e7 black pawn · f7 black pawn · g7 black bishop · h7 black pawn · f6 black knight · g6 black pawn · d5 black pawn · c4 white pawn · d4 white pawn · b3 white queen · c3 white knight · f3 white knight · a2 white pawn · b2 white pawn · e2 white pawn · f2 white pawn · g2 white pawn · h2 white pawn · a1 white rook · c1 white bishop · e1 white king · f1 white bishop · h1 white rook | a8 black rook · b8 black knight · c8 black bishop · d8 black queen · e8 black king · h8 black rook · a7 black pawn · b7 black pawn · c7 black pawn · e7 black pawn · f7 black pawn · g7 black bishop · h7 black pawn · f6 black knight · g6 black pawn · d5 black pawn · c4 white pawn · d4 white pawn · b3 white queen · c3 white knight · f3 white knight · a2 white pawn · b2 white pawn · e2 white pawn · f2 white pawn · g2 white pawn · h2 white pawn · a1 white rook · c1 white bishop · e1 white king · f1 white bishop · h1 white rook | a8 black rook · b8 black knight · c8 black bishop · d8 black queen · e8 black king · h8 black rook · a7 black pawn · b7 black pawn · c7 black pawn · e7 black pawn · f7 black pawn · g7 black bishop · h7 black pawn · f6 black knight · g6 black pawn · d5 black pawn · c4 white pawn · d4 white pawn · b3 white queen · c3 white knight · f3 white knight · a2 white pawn · b2 white pawn · e2 white pawn · f2 white pawn · g2 white pawn · h2 white pawn · a1 white rook · c1 white bishop · e1 white king · f1 white bishop · h1 white rook | a8 black rook · b8 black knight · c8 black bishop · d8 black queen · e8 black king · h8 black rook · a7 black pawn · b7 black pawn · c7 black pawn · e7 black pawn · f7 black pawn · g7 black bishop · h7 black pawn · f6 black knight · g6 black pawn · d5 black pawn · c4 white pawn · d4 white pawn · b3 white queen · c3 white knight · f3 white knight · a2 white pawn · b2 white pawn · e2 white pawn · f2 white pawn · g2 white pawn · h2 white pawn · a1 white rook · c1 white bishop · e1 white king · f1 white bishop · h1 white rook | a8 black rook · b8 black knight · c8 black bishop · d8 black queen · e8 black king · h8 black rook · a7 black pawn · b7 black pawn · c7 black pawn · e7 black pawn · f7 black pawn · g7 black bishop · h7 black pawn · f6 black knight · g6 black pawn · d5 black pawn · c4 white pawn · d4 white pawn · b3 white queen · c3 white knight · f3 white knight · a2 white pawn · b2 white pawn · e2 white pawn · f2 white pawn · g2 white pawn · h2 white pawn · a1 white rook · c1 white bishop · e1 white king · f1 white bishop · h1 white rook | 4 |
| 3 | a8 black rook · b8 black knight · c8 black bishop · d8 black queen · e8 black king · h8 black rook · a7 black pawn · b7 black pawn · c7 black pawn · e7 black pawn · f7 black pawn · g7 black bishop · h7 black pawn · f6 black knight · g6 black pawn · d5 black pawn · c4 white pawn · d4 white pawn · b3 white queen · c3 white knight · f3 white knight · a2 white pawn · b2 white pawn · e2 white pawn · f2 white pawn · g2 white pawn · h2 white pawn · a1 white rook · c1 white bishop · e1 white king · f1 white bishop · h1 white rook | a8 black rook · b8 black knight · c8 black bishop · d8 black queen · e8 black king · h8 black rook · a7 black pawn · b7 black pawn · c7 black pawn · e7 black pawn · f7 black pawn · g7 black bishop · h7 black pawn · f6 black knight · g6 black pawn · d5 black pawn · c4 white pawn · d4 white pawn · b3 white queen · c3 white knight · f3 white knight · a2 white pawn · b2 white pawn · e2 white pawn · f2 white pawn · g2 white pawn · h2 white pawn · a1 white rook · c1 white bishop · e1 white king · f1 white bishop · h1 white rook | a8 black rook · b8 black knight · c8 black bishop · d8 black queen · e8 black king · h8 black rook · a7 black pawn · b7 black pawn · c7 black pawn · e7 black pawn · f7 black pawn · g7 black bishop · h7 black pawn · f6 black knight · g6 black pawn · d5 black pawn · c4 white pawn · d4 white pawn · b3 white queen · c3 white knight · f3 white knight · a2 white pawn · b2 white pawn · e2 white pawn · f2 white pawn · g2 white pawn · h2 white pawn · a1 white rook · c1 white bishop · e1 white king · f1 white bishop · h1 white rook | a8 black rook · b8 black knight · c8 black bishop · d8 black queen · e8 black king · h8 black rook · a7 black pawn · b7 black pawn · c7 black pawn · e7 black pawn · f7 black pawn · g7 black bishop · h7 black pawn · f6 black knight · g6 black pawn · d5 black pawn · c4 white pawn · d4 white pawn · b3 white queen · c3 white knight · f3 white knight · a2 white pawn · b2 white pawn · e2 white pawn · f2 white pawn · g2 white pawn · h2 white pawn · a1 white rook · c1 white bishop · e1 white king · f1 white bishop · h1 white rook | a8 black rook · b8 black knight · c8 black bishop · d8 black queen · e8 black king · h8 black rook · a7 black pawn · b7 black pawn · c7 black pawn · e7 black pawn · f7 black pawn · g7 black bishop · h7 black pawn · f6 black knight · g6 black pawn · d5 black pawn · c4 white pawn · d4 white pawn · b3 white queen · c3 white knight · f3 white knight · a2 white pawn · b2 white pawn · e2 white pawn · f2 white pawn · g2 white pawn · h2 white pawn · a1 white rook · c1 white bishop · e1 white king · f1 white bishop · h1 white rook | a8 black rook · b8 black knight · c8 black bishop · d8 black queen · e8 black king · h8 black rook · a7 black pawn · b7 black pawn · c7 black pawn · e7 black pawn · f7 black pawn · g7 black bishop · h7 black pawn · f6 black knight · g6 black pawn · d5 black pawn · c4 white pawn · d4 white pawn · b3 white queen · c3 white knight · f3 white knight · a2 white pawn · b2 white pawn · e2 white pawn · f2 white pawn · g2 white pawn · h2 white pawn · a1 white rook · c1 white bishop · e1 white king · f1 white bishop · h1 white rook | a8 black rook · b8 black knight · c8 black bishop · d8 black queen · e8 black king · h8 black rook · a7 black pawn · b7 black pawn · c7 black pawn · e7 black pawn · f7 black pawn · g7 black bishop · h7 black pawn · f6 black knight · g6 black pawn · d5 black pawn · c4 white pawn · d4 white pawn · b3 white queen · c3 white knight · f3 white knight · a2 white pawn · b2 white pawn · e2 white pawn · f2 white pawn · g2 white pawn · h2 white pawn · a1 white rook · c1 white bishop · e1 white king · f1 white bishop · h1 white rook | a8 black rook · b8 black knight · c8 black bishop · d8 black queen · e8 black king · h8 black rook · a7 black pawn · b7 black pawn · c7 black pawn · e7 black pawn · f7 black pawn · g7 black bishop · h7 black pawn · f6 black knight · g6 black pawn · d5 black pawn · c4 white pawn · d4 white pawn · b3 white queen · c3 white knight · f3 white knight · a2 white pawn · b2 white pawn · e2 white pawn · f2 white pawn · g2 white pawn · h2 white pawn · a1 white rook · c1 white bishop · e1 white king · f1 white bishop · h1 white rook | 3 |
| 2 | a8 black rook · b8 black knight · c8 black bishop · d8 black queen · e8 black king · h8 black rook · a7 black pawn · b7 black pawn · c7 black pawn · e7 black pawn · f7 black pawn · g7 black bishop · h7 black pawn · f6 black knight · g6 black pawn · d5 black pawn · c4 white pawn · d4 white pawn · b3 white queen · c3 white knight · f3 white knight · a2 white pawn · b2 white pawn · e2 white pawn · f2 white pawn · g2 white pawn · h2 white pawn · a1 white rook · c1 white bishop · e1 white king · f1 white bishop · h1 white rook | a8 black rook · b8 black knight · c8 black bishop · d8 black queen · e8 black king · h8 black rook · a7 black pawn · b7 black pawn · c7 black pawn · e7 black pawn · f7 black pawn · g7 black bishop · h7 black pawn · f6 black knight · g6 black pawn · d5 black pawn · c4 white pawn · d4 white pawn · b3 white queen · c3 white knight · f3 white knight · a2 white pawn · b2 white pawn · e2 white pawn · f2 white pawn · g2 white pawn · h2 white pawn · a1 white rook · c1 white bishop · e1 white king · f1 white bishop · h1 white rook | a8 black rook · b8 black knight · c8 black bishop · d8 black queen · e8 black king · h8 black rook · a7 black pawn · b7 black pawn · c7 black pawn · e7 black pawn · f7 black pawn · g7 black bishop · h7 black pawn · f6 black knight · g6 black pawn · d5 black pawn · c4 white pawn · d4 white pawn · b3 white queen · c3 white knight · f3 white knight · a2 white pawn · b2 white pawn · e2 white pawn · f2 white pawn · g2 white pawn · h2 white pawn · a1 white rook · c1 white bishop · e1 white king · f1 white bishop · h1 white rook | a8 black rook · b8 black knight · c8 black bishop · d8 black queen · e8 black king · h8 black rook · a7 black pawn · b7 black pawn · c7 black pawn · e7 black pawn · f7 black pawn · g7 black bishop · h7 black pawn · f6 black knight · g6 black pawn · d5 black pawn · c4 white pawn · d4 white pawn · b3 white queen · c3 white knight · f3 white knight · a2 white pawn · b2 white pawn · e2 white pawn · f2 white pawn · g2 white pawn · h2 white pawn · a1 white rook · c1 white bishop · e1 white king · f1 white bishop · h1 white rook | a8 black rook · b8 black knight · c8 black bishop · d8 black queen · e8 black king · h8 black rook · a7 black pawn · b7 black pawn · c7 black pawn · e7 black pawn · f7 black pawn · g7 black bishop · h7 black pawn · f6 black knight · g6 black pawn · d5 black pawn · c4 white pawn · d4 white pawn · b3 white queen · c3 white knight · f3 white knight · a2 white pawn · b2 white pawn · e2 white pawn · f2 white pawn · g2 white pawn · h2 white pawn · a1 white rook · c1 white bishop · e1 white king · f1 white bishop · h1 white rook | a8 black rook · b8 black knight · c8 black bishop · d8 black queen · e8 black king · h8 black rook · a7 black pawn · b7 black pawn · c7 black pawn · e7 black pawn · f7 black pawn · g7 black bishop · h7 black pawn · f6 black knight · g6 black pawn · d5 black pawn · c4 white pawn · d4 white pawn · b3 white queen · c3 white knight · f3 white knight · a2 white pawn · b2 white pawn · e2 white pawn · f2 white pawn · g2 white pawn · h2 white pawn · a1 white rook · c1 white bishop · e1 white king · f1 white bishop · h1 white rook | a8 black rook · b8 black knight · c8 black bishop · d8 black queen · e8 black king · h8 black rook · a7 black pawn · b7 black pawn · c7 black pawn · e7 black pawn · f7 black pawn · g7 black bishop · h7 black pawn · f6 black knight · g6 black pawn · d5 black pawn · c4 white pawn · d4 white pawn · b3 white queen · c3 white knight · f3 white knight · a2 white pawn · b2 white pawn · e2 white pawn · f2 white pawn · g2 white pawn · h2 white pawn · a1 white rook · c1 white bishop · e1 white king · f1 white bishop · h1 white rook | a8 black rook · b8 black knight · c8 black bishop · d8 black queen · e8 black king · h8 black rook · a7 black pawn · b7 black pawn · c7 black pawn · e7 black pawn · f7 black pawn · g7 black bishop · h7 black pawn · f6 black knight · g6 black pawn · d5 black pawn · c4 white pawn · d4 white pawn · b3 white queen · c3 white knight · f3 white knight · a2 white pawn · b2 white pawn · e2 white pawn · f2 white pawn · g2 white pawn · h2 white pawn · a1 white rook · c1 white bishop · e1 white king · f1 white bishop · h1 white rook | 2 |
| 1 | a8 black rook · b8 black knight · c8 black bishop · d8 black queen · e8 black king · h8 black rook · a7 black pawn · b7 black pawn · c7 black pawn · e7 black pawn · f7 black pawn · g7 black bishop · h7 black pawn · f6 black knight · g6 black pawn · d5 black pawn · c4 white pawn · d4 white pawn · b3 white queen · c3 white knight · f3 white knight · a2 white pawn · b2 white pawn · e2 white pawn · f2 white pawn · g2 white pawn · h2 white pawn · a1 white rook · c1 white bishop · e1 white king · f1 white bishop · h1 white rook | a8 black rook · b8 black knight · c8 black bishop · d8 black queen · e8 black king · h8 black rook · a7 black pawn · b7 black pawn · c7 black pawn · e7 black pawn · f7 black pawn · g7 black bishop · h7 black pawn · f6 black knight · g6 black pawn · d5 black pawn · c4 white pawn · d4 white pawn · b3 white queen · c3 white knight · f3 white knight · a2 white pawn · b2 white pawn · e2 white pawn · f2 white pawn · g2 white pawn · h2 white pawn · a1 white rook · c1 white bishop · e1 white king · f1 white bishop · h1 white rook | a8 black rook · b8 black knight · c8 black bishop · d8 black queen · e8 black king · h8 black rook · a7 black pawn · b7 black pawn · c7 black pawn · e7 black pawn · f7 black pawn · g7 black bishop · h7 black pawn · f6 black knight · g6 black pawn · d5 black pawn · c4 white pawn · d4 white pawn · b3 white queen · c3 white knight · f3 white knight · a2 white pawn · b2 white pawn · e2 white pawn · f2 white pawn · g2 white pawn · h2 white pawn · a1 white rook · c1 white bishop · e1 white king · f1 white bishop · h1 white rook | a8 black rook · b8 black knight · c8 black bishop · d8 black queen · e8 black king · h8 black rook · a7 black pawn · b7 black pawn · c7 black pawn · e7 black pawn · f7 black pawn · g7 black bishop · h7 black pawn · f6 black knight · g6 black pawn · d5 black pawn · c4 white pawn · d4 white pawn · b3 white queen · c3 white knight · f3 white knight · a2 white pawn · b2 white pawn · e2 white pawn · f2 white pawn · g2 white pawn · h2 white pawn · a1 white rook · c1 white bishop · e1 white king · f1 white bishop · h1 white rook | a8 black rook · b8 black knight · c8 black bishop · d8 black queen · e8 black king · h8 black rook · a7 black pawn · b7 black pawn · c7 black pawn · e7 black pawn · f7 black pawn · g7 black bishop · h7 black pawn · f6 black knight · g6 black pawn · d5 black pawn · c4 white pawn · d4 white pawn · b3 white queen · c3 white knight · f3 white knight · a2 white pawn · b2 white pawn · e2 white pawn · f2 white pawn · g2 white pawn · h2 white pawn · a1 white rook · c1 white bishop · e1 white king · f1 white bishop · h1 white rook | a8 black rook · b8 black knight · c8 black bishop · d8 black queen · e8 black king · h8 black rook · a7 black pawn · b7 black pawn · c7 black pawn · e7 black pawn · f7 black pawn · g7 black bishop · h7 black pawn · f6 black knight · g6 black pawn · d5 black pawn · c4 white pawn · d4 white pawn · b3 white queen · c3 white knight · f3 white knight · a2 white pawn · b2 white pawn · e2 white pawn · f2 white pawn · g2 white pawn · h2 white pawn · a1 white rook · c1 white bishop · e1 white king · f1 white bishop · h1 white rook | a8 black rook · b8 black knight · c8 black bishop · d8 black queen · e8 black king · h8 black rook · a7 black pawn · b7 black pawn · c7 black pawn · e7 black pawn · f7 black pawn · g7 black bishop · h7 black pawn · f6 black knight · g6 black pawn · d5 black pawn · c4 white pawn · d4 white pawn · b3 white queen · c3 white knight · f3 white knight · a2 white pawn · b2 white pawn · e2 white pawn · f2 white pawn · g2 white pawn · h2 white pawn · a1 white rook · c1 white bishop · e1 white king · f1 white bishop · h1 white rook | a8 black rook · b8 black knight · c8 black bishop · d8 black queen · e8 black king · h8 black rook · a7 black pawn · b7 black pawn · c7 black pawn · e7 black pawn · f7 black pawn · g7 black bishop · h7 black pawn · f6 black knight · g6 black pawn · d5 black pawn · c4 white pawn · d4 white pawn · b3 white queen · c3 white knight · f3 white knight · a2 white pawn · b2 white pawn · e2 white pawn · f2 white pawn · g2 white pawn · h2 white pawn · a1 white rook · c1 white bishop · e1 white king · f1 white bishop · h1 white rook | 1 |
|   | a | b | c | d | e | f | g | h |   |

 Доводећи већи притисак да изврши притисак на централно мјесто црнога на д5, бијели практично примењује д:ц4, добивајући на тај начин централну превласт; међутим, заузврат, његова дама ће често бити изложена док се црнова краљична игра одвија у средњем игралишту. Након 5. д:ц4 6. Д:ц4 0-0 7. е4, црни има неколико основних опција:

### Мађарска варијанта: 7. а6
Мађарску варијанту, 7. а6, заговарао је Петер Леко.

### Варијанта Смислова: 7. Лг4 8. Ле3 Сфд7
7. Лг4 8. Ле3 Сфд7 била је актуелна линија од 1950-их до средине 1970-их.

### Принсова варијанта: 7. Са6
7. Идеја Са6 (Лодевијк Принс), коју је Каспаров фаворизирао у неколико својих мечева за Светско првенство против Карпова.

### 7. Сц6
Ово се препоручује као главна линија у неколико новијих Гринфелдових текстова.

### Остале линије
7. ц6, 7. б6

## Тамијанова варијанта са 4. Сф3 Лг7 5. Лг5
|   | a | b | c | d | e | f | g | h |   |
| 8 | a8 black rook · b8 black knight · c8 black bishop · d8 black queen · e8 black king · h8 black rook · a7 black pawn · b7 black pawn · c7 black pawn · e7 black pawn · f7 black pawn · g7 black bishop · h7 black pawn · f6 black knight · g6 black pawn · d5 black pawn · g5 white bishop · c4 white pawn · d4 white pawn · c3 white knight · f3 white knight · a2 white pawn · b2 white pawn · e2 white pawn · f2 white pawn · g2 white pawn · h2 white pawn · a1 white rook · d1 white queen · e1 white king · f1 white bishop · h1 white rook | a8 black rook · b8 black knight · c8 black bishop · d8 black queen · e8 black king · h8 black rook · a7 black pawn · b7 black pawn · c7 black pawn · e7 black pawn · f7 black pawn · g7 black bishop · h7 black pawn · f6 black knight · g6 black pawn · d5 black pawn · g5 white bishop · c4 white pawn · d4 white pawn · c3 white knight · f3 white knight · a2 white pawn · b2 white pawn · e2 white pawn · f2 white pawn · g2 white pawn · h2 white pawn · a1 white rook · d1 white queen · e1 white king · f1 white bishop · h1 white rook | a8 black rook · b8 black knight · c8 black bishop · d8 black queen · e8 black king · h8 black rook · a7 black pawn · b7 black pawn · c7 black pawn · e7 black pawn · f7 black pawn · g7 black bishop · h7 black pawn · f6 black knight · g6 black pawn · d5 black pawn · g5 white bishop · c4 white pawn · d4 white pawn · c3 white knight · f3 white knight · a2 white pawn · b2 white pawn · e2 white pawn · f2 white pawn · g2 white pawn · h2 white pawn · a1 white rook · d1 white queen · e1 white king · f1 white bishop · h1 white rook | a8 black rook · b8 black knight · c8 black bishop · d8 black queen · e8 black king · h8 black rook · a7 black pawn · b7 black pawn · c7 black pawn · e7 black pawn · f7 black pawn · g7 black bishop · h7 black pawn · f6 black knight · g6 black pawn · d5 black pawn · g5 white bishop · c4 white pawn · d4 white pawn · c3 white knight · f3 white knight · a2 white pawn · b2 white pawn · e2 white pawn · f2 white pawn · g2 white pawn · h2 white pawn · a1 white rook · d1 white queen · e1 white king · f1 white bishop · h1 white rook | a8 black rook · b8 black knight · c8 black bishop · d8 black queen · e8 black king · h8 black rook · a7 black pawn · b7 black pawn · c7 black pawn · e7 black pawn · f7 black pawn · g7 black bishop · h7 black pawn · f6 black knight · g6 black pawn · d5 black pawn · g5 white bishop · c4 white pawn · d4 white pawn · c3 white knight · f3 white knight · a2 white pawn · b2 white pawn · e2 white pawn · f2 white pawn · g2 white pawn · h2 white pawn · a1 white rook · d1 white queen · e1 white king · f1 white bishop · h1 white rook | a8 black rook · b8 black knight · c8 black bishop · d8 black queen · e8 black king · h8 black rook · a7 black pawn · b7 black pawn · c7 black pawn · e7 black pawn · f7 black pawn · g7 black bishop · h7 black pawn · f6 black knight · g6 black pawn · d5 black pawn · g5 white bishop · c4 white pawn · d4 white pawn · c3 white knight · f3 white knight · a2 white pawn · b2 white pawn · e2 white pawn · f2 white pawn · g2 white pawn · h2 white pawn · a1 white rook · d1 white queen · e1 white king · f1 white bishop · h1 white rook | a8 black rook · b8 black knight · c8 black bishop · d8 black queen · e8 black king · h8 black rook · a7 black pawn · b7 black pawn · c7 black pawn · e7 black pawn · f7 black pawn · g7 black bishop · h7 black pawn · f6 black knight · g6 black pawn · d5 black pawn · g5 white bishop · c4 white pawn · d4 white pawn · c3 white knight · f3 white knight · a2 white pawn · b2 white pawn · e2 white pawn · f2 white pawn · g2 white pawn · h2 white pawn · a1 white rook · d1 white queen · e1 white king · f1 white bishop · h1 white rook | a8 black rook · b8 black knight · c8 black bishop · d8 black queen · e8 black king · h8 black rook · a7 black pawn · b7 black pawn · c7 black pawn · e7 black pawn · f7 black pawn · g7 black bishop · h7 black pawn · f6 black knight · g6 black pawn · d5 black pawn · g5 white bishop · c4 white pawn · d4 white pawn · c3 white knight · f3 white knight · a2 white pawn · b2 white pawn · e2 white pawn · f2 white pawn · g2 white pawn · h2 white pawn · a1 white rook · d1 white queen · e1 white king · f1 white bishop · h1 white rook | 8 |
| 7 | a8 black rook · b8 black knight · c8 black bishop · d8 black queen · e8 black king · h8 black rook · a7 black pawn · b7 black pawn · c7 black pawn · e7 black pawn · f7 black pawn · g7 black bishop · h7 black pawn · f6 black knight · g6 black pawn · d5 black pawn · g5 white bishop · c4 white pawn · d4 white pawn · c3 white knight · f3 white knight · a2 white pawn · b2 white pawn · e2 white pawn · f2 white pawn · g2 white pawn · h2 white pawn · a1 white rook · d1 white queen · e1 white king · f1 white bishop · h1 white rook | a8 black rook · b8 black knight · c8 black bishop · d8 black queen · e8 black king · h8 black rook · a7 black pawn · b7 black pawn · c7 black pawn · e7 black pawn · f7 black pawn · g7 black bishop · h7 black pawn · f6 black knight · g6 black pawn · d5 black pawn · g5 white bishop · c4 white pawn · d4 white pawn · c3 white knight · f3 white knight · a2 white pawn · b2 white pawn · e2 white pawn · f2 white pawn · g2 white pawn · h2 white pawn · a1 white rook · d1 white queen · e1 white king · f1 white bishop · h1 white rook | a8 black rook · b8 black knight · c8 black bishop · d8 black queen · e8 black king · h8 black rook · a7 black pawn · b7 black pawn · c7 black pawn · e7 black pawn · f7 black pawn · g7 black bishop · h7 black pawn · f6 black knight · g6 black pawn · d5 black pawn · g5 white bishop · c4 white pawn · d4 white pawn · c3 white knight · f3 white knight · a2 white pawn · b2 white pawn · e2 white pawn · f2 white pawn · g2 white pawn · h2 white pawn · a1 white rook · d1 white queen · e1 white king · f1 white bishop · h1 white rook | a8 black rook · b8 black knight · c8 black bishop · d8 black queen · e8 black king · h8 black rook · a7 black pawn · b7 black pawn · c7 black pawn · e7 black pawn · f7 black pawn · g7 black bishop · h7 black pawn · f6 black knight · g6 black pawn · d5 black pawn · g5 white bishop · c4 white pawn · d4 white pawn · c3 white knight · f3 white knight · a2 white pawn · b2 white pawn · e2 white pawn · f2 white pawn · g2 white pawn · h2 white pawn · a1 white rook · d1 white queen · e1 white king · f1 white bishop · h1 white rook | a8 black rook · b8 black knight · c8 black bishop · d8 black queen · e8 black king · h8 black rook · a7 black pawn · b7 black pawn · c7 black pawn · e7 black pawn · f7 black pawn · g7 black bishop · h7 black pawn · f6 black knight · g6 black pawn · d5 black pawn · g5 white bishop · c4 white pawn · d4 white pawn · c3 white knight · f3 white knight · a2 white pawn · b2 white pawn · e2 white pawn · f2 white pawn · g2 white pawn · h2 white pawn · a1 white rook · d1 white queen · e1 white king · f1 white bishop · h1 white rook | a8 black rook · b8 black knight · c8 black bishop · d8 black queen · e8 black king · h8 black rook · a7 black pawn · b7 black pawn · c7 black pawn · e7 black pawn · f7 black pawn · g7 black bishop · h7 black pawn · f6 black knight · g6 black pawn · d5 black pawn · g5 white bishop · c4 white pawn · d4 white pawn · c3 white knight · f3 white knight · a2 white pawn · b2 white pawn · e2 white pawn · f2 white pawn · g2 white pawn · h2 white pawn · a1 white rook · d1 white queen · e1 white king · f1 white bishop · h1 white rook | a8 black rook · b8 black knight · c8 black bishop · d8 black queen · e8 black king · h8 black rook · a7 black pawn · b7 black pawn · c7 black pawn · e7 black pawn · f7 black pawn · g7 black bishop · h7 black pawn · f6 black knight · g6 black pawn · d5 black pawn · g5 white bishop · c4 white pawn · d4 white pawn · c3 white knight · f3 white knight · a2 white pawn · b2 white pawn · e2 white pawn · f2 white pawn · g2 white pawn · h2 white pawn · a1 white rook · d1 white queen · e1 white king · f1 white bishop · h1 white rook | a8 black rook · b8 black knight · c8 black bishop · d8 black queen · e8 black king · h8 black rook · a7 black pawn · b7 black pawn · c7 black pawn · e7 black pawn · f7 black pawn · g7 black bishop · h7 black pawn · f6 black knight · g6 black pawn · d5 black pawn · g5 white bishop · c4 white pawn · d4 white pawn · c3 white knight · f3 white knight · a2 white pawn · b2 white pawn · e2 white pawn · f2 white pawn · g2 white pawn · h2 white pawn · a1 white rook · d1 white queen · e1 white king · f1 white bishop · h1 white rook | 7 |
| 6 | a8 black rook · b8 black knight · c8 black bishop · d8 black queen · e8 black king · h8 black rook · a7 black pawn · b7 black pawn · c7 black pawn · e7 black pawn · f7 black pawn · g7 black bishop · h7 black pawn · f6 black knight · g6 black pawn · d5 black pawn · g5 white bishop · c4 white pawn · d4 white pawn · c3 white knight · f3 white knight · a2 white pawn · b2 white pawn · e2 white pawn · f2 white pawn · g2 white pawn · h2 white pawn · a1 white rook · d1 white queen · e1 white king · f1 white bishop · h1 white rook | a8 black rook · b8 black knight · c8 black bishop · d8 black queen · e8 black king · h8 black rook · a7 black pawn · b7 black pawn · c7 black pawn · e7 black pawn · f7 black pawn · g7 black bishop · h7 black pawn · f6 black knight · g6 black pawn · d5 black pawn · g5 white bishop · c4 white pawn · d4 white pawn · c3 white knight · f3 white knight · a2 white pawn · b2 white pawn · e2 white pawn · f2 white pawn · g2 white pawn · h2 white pawn · a1 white rook · d1 white queen · e1 white king · f1 white bishop · h1 white rook | a8 black rook · b8 black knight · c8 black bishop · d8 black queen · e8 black king · h8 black rook · a7 black pawn · b7 black pawn · c7 black pawn · e7 black pawn · f7 black pawn · g7 black bishop · h7 black pawn · f6 black knight · g6 black pawn · d5 black pawn · g5 white bishop · c4 white pawn · d4 white pawn · c3 white knight · f3 white knight · a2 white pawn · b2 white pawn · e2 white pawn · f2 white pawn · g2 white pawn · h2 white pawn · a1 white rook · d1 white queen · e1 white king · f1 white bishop · h1 white rook | a8 black rook · b8 black knight · c8 black bishop · d8 black queen · e8 black king · h8 black rook · a7 black pawn · b7 black pawn · c7 black pawn · e7 black pawn · f7 black pawn · g7 black bishop · h7 black pawn · f6 black knight · g6 black pawn · d5 black pawn · g5 white bishop · c4 white pawn · d4 white pawn · c3 white knight · f3 white knight · a2 white pawn · b2 white pawn · e2 white pawn · f2 white pawn · g2 white pawn · h2 white pawn · a1 white rook · d1 white queen · e1 white king · f1 white bishop · h1 white rook | a8 black rook · b8 black knight · c8 black bishop · d8 black queen · e8 black king · h8 black rook · a7 black pawn · b7 black pawn · c7 black pawn · e7 black pawn · f7 black pawn · g7 black bishop · h7 black pawn · f6 black knight · g6 black pawn · d5 black pawn · g5 white bishop · c4 white pawn · d4 white pawn · c3 white knight · f3 white knight · a2 white pawn · b2 white pawn · e2 white pawn · f2 white pawn · g2 white pawn · h2 white pawn · a1 white rook · d1 white queen · e1 white king · f1 white bishop · h1 white rook | a8 black rook · b8 black knight · c8 black bishop · d8 black queen · e8 black king · h8 black rook · a7 black pawn · b7 black pawn · c7 black pawn · e7 black pawn · f7 black pawn · g7 black bishop · h7 black pawn · f6 black knight · g6 black pawn · d5 black pawn · g5 white bishop · c4 white pawn · d4 white pawn · c3 white knight · f3 white knight · a2 white pawn · b2 white pawn · e2 white pawn · f2 white pawn · g2 white pawn · h2 white pawn · a1 white rook · d1 white queen · e1 white king · f1 white bishop · h1 white rook | a8 black rook · b8 black knight · c8 black bishop · d8 black queen · e8 black king · h8 black rook · a7 black pawn · b7 black pawn · c7 black pawn · e7 black pawn · f7 black pawn · g7 black bishop · h7 black pawn · f6 black knight · g6 black pawn · d5 black pawn · g5 white bishop · c4 white pawn · d4 white pawn · c3 white knight · f3 white knight · a2 white pawn · b2 white pawn · e2 white pawn · f2 white pawn · g2 white pawn · h2 white pawn · a1 white rook · d1 white queen · e1 white king · f1 white bishop · h1 white rook | a8 black rook · b8 black knight · c8 black bishop · d8 black queen · e8 black king · h8 black rook · a7 black pawn · b7 black pawn · c7 black pawn · e7 black pawn · f7 black pawn · g7 black bishop · h7 black pawn · f6 black knight · g6 black pawn · d5 black pawn · g5 white bishop · c4 white pawn · d4 white pawn · c3 white knight · f3 white knight · a2 white pawn · b2 white pawn · e2 white pawn · f2 white pawn · g2 white pawn · h2 white pawn · a1 white rook · d1 white queen · e1 white king · f1 white bishop · h1 white rook | 6 |
| 5 | a8 black rook · b8 black knight · c8 black bishop · d8 black queen · e8 black king · h8 black rook · a7 black pawn · b7 black pawn · c7 black pawn · e7 black pawn · f7 black pawn · g7 black bishop · h7 black pawn · f6 black knight · g6 black pawn · d5 black pawn · g5 white bishop · c4 white pawn · d4 white pawn · c3 white knight · f3 white knight · a2 white pawn · b2 white pawn · e2 white pawn · f2 white pawn · g2 white pawn · h2 white pawn · a1 white rook · d1 white queen · e1 white king · f1 white bishop · h1 white rook | a8 black rook · b8 black knight · c8 black bishop · d8 black queen · e8 black king · h8 black rook · a7 black pawn · b7 black pawn · c7 black pawn · e7 black pawn · f7 black pawn · g7 black bishop · h7 black pawn · f6 black knight · g6 black pawn · d5 black pawn · g5 white bishop · c4 white pawn · d4 white pawn · c3 white knight · f3 white knight · a2 white pawn · b2 white pawn · e2 white pawn · f2 white pawn · g2 white pawn · h2 white pawn · a1 white rook · d1 white queen · e1 white king · f1 white bishop · h1 white rook | a8 black rook · b8 black knight · c8 black bishop · d8 black queen · e8 black king · h8 black rook · a7 black pawn · b7 black pawn · c7 black pawn · e7 black pawn · f7 black pawn · g7 black bishop · h7 black pawn · f6 black knight · g6 black pawn · d5 black pawn · g5 white bishop · c4 white pawn · d4 white pawn · c3 white knight · f3 white knight · a2 white pawn · b2 white pawn · e2 white pawn · f2 white pawn · g2 white pawn · h2 white pawn · a1 white rook · d1 white queen · e1 white king · f1 white bishop · h1 white rook | a8 black rook · b8 black knight · c8 black bishop · d8 black queen · e8 black king · h8 black rook · a7 black pawn · b7 black pawn · c7 black pawn · e7 black pawn · f7 black pawn · g7 black bishop · h7 black pawn · f6 black knight · g6 black pawn · d5 black pawn · g5 white bishop · c4 white pawn · d4 white pawn · c3 white knight · f3 white knight · a2 white pawn · b2 white pawn · e2 white pawn · f2 white pawn · g2 white pawn · h2 white pawn · a1 white rook · d1 white queen · e1 white king · f1 white bishop · h1 white rook | a8 black rook · b8 black knight · c8 black bishop · d8 black queen · e8 black king · h8 black rook · a7 black pawn · b7 black pawn · c7 black pawn · e7 black pawn · f7 black pawn · g7 black bishop · h7 black pawn · f6 black knight · g6 black pawn · d5 black pawn · g5 white bishop · c4 white pawn · d4 white pawn · c3 white knight · f3 white knight · a2 white pawn · b2 white pawn · e2 white pawn · f2 white pawn · g2 white pawn · h2 white pawn · a1 white rook · d1 white queen · e1 white king · f1 white bishop · h1 white rook | a8 black rook · b8 black knight · c8 black bishop · d8 black queen · e8 black king · h8 black rook · a7 black pawn · b7 black pawn · c7 black pawn · e7 black pawn · f7 black pawn · g7 black bishop · h7 black pawn · f6 black knight · g6 black pawn · d5 black pawn · g5 white bishop · c4 white pawn · d4 white pawn · c3 white knight · f3 white knight · a2 white pawn · b2 white pawn · e2 white pawn · f2 white pawn · g2 white pawn · h2 white pawn · a1 white rook · d1 white queen · e1 white king · f1 white bishop · h1 white rook | a8 black rook · b8 black knight · c8 black bishop · d8 black queen · e8 black king · h8 black rook · a7 black pawn · b7 black pawn · c7 black pawn · e7 black pawn · f7 black pawn · g7 black bishop · h7 black pawn · f6 black knight · g6 black pawn · d5 black pawn · g5 white bishop · c4 white pawn · d4 white pawn · c3 white knight · f3 white knight · a2 white pawn · b2 white pawn · e2 white pawn · f2 white pawn · g2 white pawn · h2 white pawn · a1 white rook · d1 white queen · e1 white king · f1 white bishop · h1 white rook | a8 black rook · b8 black knight · c8 black bishop · d8 black queen · e8 black king · h8 black rook · a7 black pawn · b7 black pawn · c7 black pawn · e7 black pawn · f7 black pawn · g7 black bishop · h7 black pawn · f6 black knight · g6 black pawn · d5 black pawn · g5 white bishop · c4 white pawn · d4 white pawn · c3 white knight · f3 white knight · a2 white pawn · b2 white pawn · e2 white pawn · f2 white pawn · g2 white pawn · h2 white pawn · a1 white rook · d1 white queen · e1 white king · f1 white bishop · h1 white rook | 5 |
| 4 | a8 black rook · b8 black knight · c8 black bishop · d8 black queen · e8 black king · h8 black rook · a7 black pawn · b7 black pawn · c7 black pawn · e7 black pawn · f7 black pawn · g7 black bishop · h7 black pawn · f6 black knight · g6 black pawn · d5 black pawn · g5 white bishop · c4 white pawn · d4 white pawn · c3 white knight · f3 white knight · a2 white pawn · b2 white pawn · e2 white pawn · f2 white pawn · g2 white pawn · h2 white pawn · a1 white rook · d1 white queen · e1 white king · f1 white bishop · h1 white rook | a8 black rook · b8 black knight · c8 black bishop · d8 black queen · e8 black king · h8 black rook · a7 black pawn · b7 black pawn · c7 black pawn · e7 black pawn · f7 black pawn · g7 black bishop · h7 black pawn · f6 black knight · g6 black pawn · d5 black pawn · g5 white bishop · c4 white pawn · d4 white pawn · c3 white knight · f3 white knight · a2 white pawn · b2 white pawn · e2 white pawn · f2 white pawn · g2 white pawn · h2 white pawn · a1 white rook · d1 white queen · e1 white king · f1 white bishop · h1 white rook | a8 black rook · b8 black knight · c8 black bishop · d8 black queen · e8 black king · h8 black rook · a7 black pawn · b7 black pawn · c7 black pawn · e7 black pawn · f7 black pawn · g7 black bishop · h7 black pawn · f6 black knight · g6 black pawn · d5 black pawn · g5 white bishop · c4 white pawn · d4 white pawn · c3 white knight · f3 white knight · a2 white pawn · b2 white pawn · e2 white pawn · f2 white pawn · g2 white pawn · h2 white pawn · a1 white rook · d1 white queen · e1 white king · f1 white bishop · h1 white rook | a8 black rook · b8 black knight · c8 black bishop · d8 black queen · e8 black king · h8 black rook · a7 black pawn · b7 black pawn · c7 black pawn · e7 black pawn · f7 black pawn · g7 black bishop · h7 black pawn · f6 black knight · g6 black pawn · d5 black pawn · g5 white bishop · c4 white pawn · d4 white pawn · c3 white knight · f3 white knight · a2 white pawn · b2 white pawn · e2 white pawn · f2 white pawn · g2 white pawn · h2 white pawn · a1 white rook · d1 white queen · e1 white king · f1 white bishop · h1 white rook | a8 black rook · b8 black knight · c8 black bishop · d8 black queen · e8 black king · h8 black rook · a7 black pawn · b7 black pawn · c7 black pawn · e7 black pawn · f7 black pawn · g7 black bishop · h7 black pawn · f6 black knight · g6 black pawn · d5 black pawn · g5 white bishop · c4 white pawn · d4 white pawn · c3 white knight · f3 white knight · a2 white pawn · b2 white pawn · e2 white pawn · f2 white pawn · g2 white pawn · h2 white pawn · a1 white rook · d1 white queen · e1 white king · f1 white bishop · h1 white rook | a8 black rook · b8 black knight · c8 black bishop · d8 black queen · e8 black king · h8 black rook · a7 black pawn · b7 black pawn · c7 black pawn · e7 black pawn · f7 black pawn · g7 black bishop · h7 black pawn · f6 black knight · g6 black pawn · d5 black pawn · g5 white bishop · c4 white pawn · d4 white pawn · c3 white knight · f3 white knight · a2 white pawn · b2 white pawn · e2 white pawn · f2 white pawn · g2 white pawn · h2 white pawn · a1 white rook · d1 white queen · e1 white king · f1 white bishop · h1 white rook | a8 black rook · b8 black knight · c8 black bishop · d8 black queen · e8 black king · h8 black rook · a7 black pawn · b7 black pawn · c7 black pawn · e7 black pawn · f7 black pawn · g7 black bishop · h7 black pawn · f6 black knight · g6 black pawn · d5 black pawn · g5 white bishop · c4 white pawn · d4 white pawn · c3 white knight · f3 white knight · a2 white pawn · b2 white pawn · e2 white pawn · f2 white pawn · g2 white pawn · h2 white pawn · a1 white rook · d1 white queen · e1 white king · f1 white bishop · h1 white rook | a8 black rook · b8 black knight · c8 black bishop · d8 black queen · e8 black king · h8 black rook · a7 black pawn · b7 black pawn · c7 black pawn · e7 black pawn · f7 black pawn · g7 black bishop · h7 black pawn · f6 black knight · g6 black pawn · d5 black pawn · g5 white bishop · c4 white pawn · d4 white pawn · c3 white knight · f3 white knight · a2 white pawn · b2 white pawn · e2 white pawn · f2 white pawn · g2 white pawn · h2 white pawn · a1 white rook · d1 white queen · e1 white king · f1 white bishop · h1 white rook | 4 |
| 3 | a8 black rook · b8 black knight · c8 black bishop · d8 black queen · e8 black king · h8 black rook · a7 black pawn · b7 black pawn · c7 black pawn · e7 black pawn · f7 black pawn · g7 black bishop · h7 black pawn · f6 black knight · g6 black pawn · d5 black pawn · g5 white bishop · c4 white pawn · d4 white pawn · c3 white knight · f3 white knight · a2 white pawn · b2 white pawn · e2 white pawn · f2 white pawn · g2 white pawn · h2 white pawn · a1 white rook · d1 white queen · e1 white king · f1 white bishop · h1 white rook | a8 black rook · b8 black knight · c8 black bishop · d8 black queen · e8 black king · h8 black rook · a7 black pawn · b7 black pawn · c7 black pawn · e7 black pawn · f7 black pawn · g7 black bishop · h7 black pawn · f6 black knight · g6 black pawn · d5 black pawn · g5 white bishop · c4 white pawn · d4 white pawn · c3 white knight · f3 white knight · a2 white pawn · b2 white pawn · e2 white pawn · f2 white pawn · g2 white pawn · h2 white pawn · a1 white rook · d1 white queen · e1 white king · f1 white bishop · h1 white rook | a8 black rook · b8 black knight · c8 black bishop · d8 black queen · e8 black king · h8 black rook · a7 black pawn · b7 black pawn · c7 black pawn · e7 black pawn · f7 black pawn · g7 black bishop · h7 black pawn · f6 black knight · g6 black pawn · d5 black pawn · g5 white bishop · c4 white pawn · d4 white pawn · c3 white knight · f3 white knight · a2 white pawn · b2 white pawn · e2 white pawn · f2 white pawn · g2 white pawn · h2 white pawn · a1 white rook · d1 white queen · e1 white king · f1 white bishop · h1 white rook | a8 black rook · b8 black knight · c8 black bishop · d8 black queen · e8 black king · h8 black rook · a7 black pawn · b7 black pawn · c7 black pawn · e7 black pawn · f7 black pawn · g7 black bishop · h7 black pawn · f6 black knight · g6 black pawn · d5 black pawn · g5 white bishop · c4 white pawn · d4 white pawn · c3 white knight · f3 white knight · a2 white pawn · b2 white pawn · e2 white pawn · f2 white pawn · g2 white pawn · h2 white pawn · a1 white rook · d1 white queen · e1 white king · f1 white bishop · h1 white rook | a8 black rook · b8 black knight · c8 black bishop · d8 black queen · e8 black king · h8 black rook · a7 black pawn · b7 black pawn · c7 black pawn · e7 black pawn · f7 black pawn · g7 black bishop · h7 black pawn · f6 black knight · g6 black pawn · d5 black pawn · g5 white bishop · c4 white pawn · d4 white pawn · c3 white knight · f3 white knight · a2 white pawn · b2 white pawn · e2 white pawn · f2 white pawn · g2 white pawn · h2 white pawn · a1 white rook · d1 white queen · e1 white king · f1 white bishop · h1 white rook | a8 black rook · b8 black knight · c8 black bishop · d8 black queen · e8 black king · h8 black rook · a7 black pawn · b7 black pawn · c7 black pawn · e7 black pawn · f7 black pawn · g7 black bishop · h7 black pawn · f6 black knight · g6 black pawn · d5 black pawn · g5 white bishop · c4 white pawn · d4 white pawn · c3 white knight · f3 white knight · a2 white pawn · b2 white pawn · e2 white pawn · f2 white pawn · g2 white pawn · h2 white pawn · a1 white rook · d1 white queen · e1 white king · f1 white bishop · h1 white rook | a8 black rook · b8 black knight · c8 black bishop · d8 black queen · e8 black king · h8 black rook · a7 black pawn · b7 black pawn · c7 black pawn · e7 black pawn · f7 black pawn · g7 black bishop · h7 black pawn · f6 black knight · g6 black pawn · d5 black pawn · g5 white bishop · c4 white pawn · d4 white pawn · c3 white knight · f3 white knight · a2 white pawn · b2 white pawn · e2 white pawn · f2 white pawn · g2 white pawn · h2 white pawn · a1 white rook · d1 white queen · e1 white king · f1 white bishop · h1 white rook | a8 black rook · b8 black knight · c8 black bishop · d8 black queen · e8 black king · h8 black rook · a7 black pawn · b7 black pawn · c7 black pawn · e7 black pawn · f7 black pawn · g7 black bishop · h7 black pawn · f6 black knight · g6 black pawn · d5 black pawn · g5 white bishop · c4 white pawn · d4 white pawn · c3 white knight · f3 white knight · a2 white pawn · b2 white pawn · e2 white pawn · f2 white pawn · g2 white pawn · h2 white pawn · a1 white rook · d1 white queen · e1 white king · f1 white bishop · h1 white rook | 3 |
| 2 | a8 black rook · b8 black knight · c8 black bishop · d8 black queen · e8 black king · h8 black rook · a7 black pawn · b7 black pawn · c7 black pawn · e7 black pawn · f7 black pawn · g7 black bishop · h7 black pawn · f6 black knight · g6 black pawn · d5 black pawn · g5 white bishop · c4 white pawn · d4 white pawn · c3 white knight · f3 white knight · a2 white pawn · b2 white pawn · e2 white pawn · f2 white pawn · g2 white pawn · h2 white pawn · a1 white rook · d1 white queen · e1 white king · f1 white bishop · h1 white rook | a8 black rook · b8 black knight · c8 black bishop · d8 black queen · e8 black king · h8 black rook · a7 black pawn · b7 black pawn · c7 black pawn · e7 black pawn · f7 black pawn · g7 black bishop · h7 black pawn · f6 black knight · g6 black pawn · d5 black pawn · g5 white bishop · c4 white pawn · d4 white pawn · c3 white knight · f3 white knight · a2 white pawn · b2 white pawn · e2 white pawn · f2 white pawn · g2 white pawn · h2 white pawn · a1 white rook · d1 white queen · e1 white king · f1 white bishop · h1 white rook | a8 black rook · b8 black knight · c8 black bishop · d8 black queen · e8 black king · h8 black rook · a7 black pawn · b7 black pawn · c7 black pawn · e7 black pawn · f7 black pawn · g7 black bishop · h7 black pawn · f6 black knight · g6 black pawn · d5 black pawn · g5 white bishop · c4 white pawn · d4 white pawn · c3 white knight · f3 white knight · a2 white pawn · b2 white pawn · e2 white pawn · f2 white pawn · g2 white pawn · h2 white pawn · a1 white rook · d1 white queen · e1 white king · f1 white bishop · h1 white rook | a8 black rook · b8 black knight · c8 black bishop · d8 black queen · e8 black king · h8 black rook · a7 black pawn · b7 black pawn · c7 black pawn · e7 black pawn · f7 black pawn · g7 black bishop · h7 black pawn · f6 black knight · g6 black pawn · d5 black pawn · g5 white bishop · c4 white pawn · d4 white pawn · c3 white knight · f3 white knight · a2 white pawn · b2 white pawn · e2 white pawn · f2 white pawn · g2 white pawn · h2 white pawn · a1 white rook · d1 white queen · e1 white king · f1 white bishop · h1 white rook | a8 black rook · b8 black knight · c8 black bishop · d8 black queen · e8 black king · h8 black rook · a7 black pawn · b7 black pawn · c7 black pawn · e7 black pawn · f7 black pawn · g7 black bishop · h7 black pawn · f6 black knight · g6 black pawn · d5 black pawn · g5 white bishop · c4 white pawn · d4 white pawn · c3 white knight · f3 white knight · a2 white pawn · b2 white pawn · e2 white pawn · f2 white pawn · g2 white pawn · h2 white pawn · a1 white rook · d1 white queen · e1 white king · f1 white bishop · h1 white rook | a8 black rook · b8 black knight · c8 black bishop · d8 black queen · e8 black king · h8 black rook · a7 black pawn · b7 black pawn · c7 black pawn · e7 black pawn · f7 black pawn · g7 black bishop · h7 black pawn · f6 black knight · g6 black pawn · d5 black pawn · g5 white bishop · c4 white pawn · d4 white pawn · c3 white knight · f3 white knight · a2 white pawn · b2 white pawn · e2 white pawn · f2 white pawn · g2 white pawn · h2 white pawn · a1 white rook · d1 white queen · e1 white king · f1 white bishop · h1 white rook | a8 black rook · b8 black knight · c8 black bishop · d8 black queen · e8 black king · h8 black rook · a7 black pawn · b7 black pawn · c7 black pawn · e7 black pawn · f7 black pawn · g7 black bishop · h7 black pawn · f6 black knight · g6 black pawn · d5 black pawn · g5 white bishop · c4 white pawn · d4 white pawn · c3 white knight · f3 white knight · a2 white pawn · b2 white pawn · e2 white pawn · f2 white pawn · g2 white pawn · h2 white pawn · a1 white rook · d1 white queen · e1 white king · f1 white bishop · h1 white rook | a8 black rook · b8 black knight · c8 black bishop · d8 black queen · e8 black king · h8 black rook · a7 black pawn · b7 black pawn · c7 black pawn · e7 black pawn · f7 black pawn · g7 black bishop · h7 black pawn · f6 black knight · g6 black pawn · d5 black pawn · g5 white bishop · c4 white pawn · d4 white pawn · c3 white knight · f3 white knight · a2 white pawn · b2 white pawn · e2 white pawn · f2 white pawn · g2 white pawn · h2 white pawn · a1 white rook · d1 white queen · e1 white king · f1 white bishop · h1 white rook | 2 |
| 1 | a8 black rook · b8 black knight · c8 black bishop · d8 black queen · e8 black king · h8 black rook · a7 black pawn · b7 black pawn · c7 black pawn · e7 black pawn · f7 black pawn · g7 black bishop · h7 black pawn · f6 black knight · g6 black pawn · d5 black pawn · g5 white bishop · c4 white pawn · d4 white pawn · c3 white knight · f3 white knight · a2 white pawn · b2 white pawn · e2 white pawn · f2 white pawn · g2 white pawn · h2 white pawn · a1 white rook · d1 white queen · e1 white king · f1 white bishop · h1 white rook | a8 black rook · b8 black knight · c8 black bishop · d8 black queen · e8 black king · h8 black rook · a7 black pawn · b7 black pawn · c7 black pawn · e7 black pawn · f7 black pawn · g7 black bishop · h7 black pawn · f6 black knight · g6 black pawn · d5 black pawn · g5 white bishop · c4 white pawn · d4 white pawn · c3 white knight · f3 white knight · a2 white pawn · b2 white pawn · e2 white pawn · f2 white pawn · g2 white pawn · h2 white pawn · a1 white rook · d1 white queen · e1 white king · f1 white bishop · h1 white rook | a8 black rook · b8 black knight · c8 black bishop · d8 black queen · e8 black king · h8 black rook · a7 black pawn · b7 black pawn · c7 black pawn · e7 black pawn · f7 black pawn · g7 black bishop · h7 black pawn · f6 black knight · g6 black pawn · d5 black pawn · g5 white bishop · c4 white pawn · d4 white pawn · c3 white knight · f3 white knight · a2 white pawn · b2 white pawn · e2 white pawn · f2 white pawn · g2 white pawn · h2 white pawn · a1 white rook · d1 white queen · e1 white king · f1 white bishop · h1 white rook | a8 black rook · b8 black knight · c8 black bishop · d8 black queen · e8 black king · h8 black rook · a7 black pawn · b7 black pawn · c7 black pawn · e7 black pawn · f7 black pawn · g7 black bishop · h7 black pawn · f6 black knight · g6 black pawn · d5 black pawn · g5 white bishop · c4 white pawn · d4 white pawn · c3 white knight · f3 white knight · a2 white pawn · b2 white pawn · e2 white pawn · f2 white pawn · g2 white pawn · h2 white pawn · a1 white rook · d1 white queen · e1 white king · f1 white bishop · h1 white rook | a8 black rook · b8 black knight · c8 black bishop · d8 black queen · e8 black king · h8 black rook · a7 black pawn · b7 black pawn · c7 black pawn · e7 black pawn · f7 black pawn · g7 black bishop · h7 black pawn · f6 black knight · g6 black pawn · d5 black pawn · g5 white bishop · c4 white pawn · d4 white pawn · c3 white knight · f3 white knight · a2 white pawn · b2 white pawn · e2 white pawn · f2 white pawn · g2 white pawn · h2 white pawn · a1 white rook · d1 white queen · e1 white king · f1 white bishop · h1 white rook | a8 black rook · b8 black knight · c8 black bishop · d8 black queen · e8 black king · h8 black rook · a7 black pawn · b7 black pawn · c7 black pawn · e7 black pawn · f7 black pawn · g7 black bishop · h7 black pawn · f6 black knight · g6 black pawn · d5 black pawn · g5 white bishop · c4 white pawn · d4 white pawn · c3 white knight · f3 white knight · a2 white pawn · b2 white pawn · e2 white pawn · f2 white pawn · g2 white pawn · h2 white pawn · a1 white rook · d1 white queen · e1 white king · f1 white bishop · h1 white rook | a8 black rook · b8 black knight · c8 black bishop · d8 black queen · e8 black king · h8 black rook · a7 black pawn · b7 black pawn · c7 black pawn · e7 black pawn · f7 black pawn · g7 black bishop · h7 black pawn · f6 black knight · g6 black pawn · d5 black pawn · g5 white bishop · c4 white pawn · d4 white pawn · c3 white knight · f3 white knight · a2 white pawn · b2 white pawn · e2 white pawn · f2 white pawn · g2 white pawn · h2 white pawn · a1 white rook · d1 white queen · e1 white king · f1 white bishop · h1 white rook | a8 black rook · b8 black knight · c8 black bishop · d8 black queen · e8 black king · h8 black rook · a7 black pawn · b7 black pawn · c7 black pawn · e7 black pawn · f7 black pawn · g7 black bishop · h7 black pawn · f6 black knight · g6 black pawn · d5 black pawn · g5 white bishop · c4 white pawn · d4 white pawn · c3 white knight · f3 white knight · a2 white pawn · b2 white pawn · e2 white pawn · f2 white pawn · g2 white pawn · h2 white pawn · a1 white rook · d1 white queen · e1 white king · f1 white bishop · h1 white rook | 1 |
|   | a | b | c | d | e | f | g | h |   |

У овој линији фаворизована од Јасера Сеиравана, након скоро универзалног 5. Се4, бијели игра 6. Бх4 или 6.ц:д5, а црни се тада одлучио за 6.  С:ц3 7.б:ц3 Д:д5 или 6. С:г5 7. Схг5 е6. У последњем случају, 7. ц6 је некада пробан. 6 С:д5 ? узимањем пјешака губи фигуру послије 6. С:г5 7. С:г5 е6. Послије 6. ц:д5 С:г5 7. С:г5 е6, бијели има 8. Дд2 е:д5 9. Де3 +, са шансама за напад (мада интерполација 8. х6 9. Сф3 е:д5 је значајна алтернатива), или уобичајенија 8. Сф3 е:д5 након које игра углавном прелази у одбијени дамин гамбит, варијанта размјене, са мањим нападима на даминој страни (б2 – б4 – б5:ц6), јер црни циља на своју традиционалну краљеву игру са ф7 –ф5 - ф4 и, у овом случају, г6–г5.

## Линија са 4. Лф4 и Гринфелдов гамбит
|   | a | b | c | d | e | f | g | h |   |
| 8 | a8 black rook · b8 black knight · c8 black bishop · d8 black queen · e8 black king · f8 black bishop · h8 black rook · a7 black pawn · b7 black pawn · c7 black pawn · e7 black pawn · f7 black pawn · h7 black pawn · f6 black knight · g6 black pawn · d5 black pawn · c4 white pawn · d4 white pawn · f4 white bishop · c3 white knight · a2 white pawn · b2 white pawn · e2 white pawn · f2 white pawn · g2 white pawn · h2 white pawn · a1 white rook · d1 white queen · e1 white king · f1 white bishop · g1 white knight · h1 white rook | a8 black rook · b8 black knight · c8 black bishop · d8 black queen · e8 black king · f8 black bishop · h8 black rook · a7 black pawn · b7 black pawn · c7 black pawn · e7 black pawn · f7 black pawn · h7 black pawn · f6 black knight · g6 black pawn · d5 black pawn · c4 white pawn · d4 white pawn · f4 white bishop · c3 white knight · a2 white pawn · b2 white pawn · e2 white pawn · f2 white pawn · g2 white pawn · h2 white pawn · a1 white rook · d1 white queen · e1 white king · f1 white bishop · g1 white knight · h1 white rook | a8 black rook · b8 black knight · c8 black bishop · d8 black queen · e8 black king · f8 black bishop · h8 black rook · a7 black pawn · b7 black pawn · c7 black pawn · e7 black pawn · f7 black pawn · h7 black pawn · f6 black knight · g6 black pawn · d5 black pawn · c4 white pawn · d4 white pawn · f4 white bishop · c3 white knight · a2 white pawn · b2 white pawn · e2 white pawn · f2 white pawn · g2 white pawn · h2 white pawn · a1 white rook · d1 white queen · e1 white king · f1 white bishop · g1 white knight · h1 white rook | a8 black rook · b8 black knight · c8 black bishop · d8 black queen · e8 black king · f8 black bishop · h8 black rook · a7 black pawn · b7 black pawn · c7 black pawn · e7 black pawn · f7 black pawn · h7 black pawn · f6 black knight · g6 black pawn · d5 black pawn · c4 white pawn · d4 white pawn · f4 white bishop · c3 white knight · a2 white pawn · b2 white pawn · e2 white pawn · f2 white pawn · g2 white pawn · h2 white pawn · a1 white rook · d1 white queen · e1 white king · f1 white bishop · g1 white knight · h1 white rook | a8 black rook · b8 black knight · c8 black bishop · d8 black queen · e8 black king · f8 black bishop · h8 black rook · a7 black pawn · b7 black pawn · c7 black pawn · e7 black pawn · f7 black pawn · h7 black pawn · f6 black knight · g6 black pawn · d5 black pawn · c4 white pawn · d4 white pawn · f4 white bishop · c3 white knight · a2 white pawn · b2 white pawn · e2 white pawn · f2 white pawn · g2 white pawn · h2 white pawn · a1 white rook · d1 white queen · e1 white king · f1 white bishop · g1 white knight · h1 white rook | a8 black rook · b8 black knight · c8 black bishop · d8 black queen · e8 black king · f8 black bishop · h8 black rook · a7 black pawn · b7 black pawn · c7 black pawn · e7 black pawn · f7 black pawn · h7 black pawn · f6 black knight · g6 black pawn · d5 black pawn · c4 white pawn · d4 white pawn · f4 white bishop · c3 white knight · a2 white pawn · b2 white pawn · e2 white pawn · f2 white pawn · g2 white pawn · h2 white pawn · a1 white rook · d1 white queen · e1 white king · f1 white bishop · g1 white knight · h1 white rook | a8 black rook · b8 black knight · c8 black bishop · d8 black queen · e8 black king · f8 black bishop · h8 black rook · a7 black pawn · b7 black pawn · c7 black pawn · e7 black pawn · f7 black pawn · h7 black pawn · f6 black knight · g6 black pawn · d5 black pawn · c4 white pawn · d4 white pawn · f4 white bishop · c3 white knight · a2 white pawn · b2 white pawn · e2 white pawn · f2 white pawn · g2 white pawn · h2 white pawn · a1 white rook · d1 white queen · e1 white king · f1 white bishop · g1 white knight · h1 white rook | a8 black rook · b8 black knight · c8 black bishop · d8 black queen · e8 black king · f8 black bishop · h8 black rook · a7 black pawn · b7 black pawn · c7 black pawn · e7 black pawn · f7 black pawn · h7 black pawn · f6 black knight · g6 black pawn · d5 black pawn · c4 white pawn · d4 white pawn · f4 white bishop · c3 white knight · a2 white pawn · b2 white pawn · e2 white pawn · f2 white pawn · g2 white pawn · h2 white pawn · a1 white rook · d1 white queen · e1 white king · f1 white bishop · g1 white knight · h1 white rook | 8 |
| 7 | a8 black rook · b8 black knight · c8 black bishop · d8 black queen · e8 black king · f8 black bishop · h8 black rook · a7 black pawn · b7 black pawn · c7 black pawn · e7 black pawn · f7 black pawn · h7 black pawn · f6 black knight · g6 black pawn · d5 black pawn · c4 white pawn · d4 white pawn · f4 white bishop · c3 white knight · a2 white pawn · b2 white pawn · e2 white pawn · f2 white pawn · g2 white pawn · h2 white pawn · a1 white rook · d1 white queen · e1 white king · f1 white bishop · g1 white knight · h1 white rook | a8 black rook · b8 black knight · c8 black bishop · d8 black queen · e8 black king · f8 black bishop · h8 black rook · a7 black pawn · b7 black pawn · c7 black pawn · e7 black pawn · f7 black pawn · h7 black pawn · f6 black knight · g6 black pawn · d5 black pawn · c4 white pawn · d4 white pawn · f4 white bishop · c3 white knight · a2 white pawn · b2 white pawn · e2 white pawn · f2 white pawn · g2 white pawn · h2 white pawn · a1 white rook · d1 white queen · e1 white king · f1 white bishop · g1 white knight · h1 white rook | a8 black rook · b8 black knight · c8 black bishop · d8 black queen · e8 black king · f8 black bishop · h8 black rook · a7 black pawn · b7 black pawn · c7 black pawn · e7 black pawn · f7 black pawn · h7 black pawn · f6 black knight · g6 black pawn · d5 black pawn · c4 white pawn · d4 white pawn · f4 white bishop · c3 white knight · a2 white pawn · b2 white pawn · e2 white pawn · f2 white pawn · g2 white pawn · h2 white pawn · a1 white rook · d1 white queen · e1 white king · f1 white bishop · g1 white knight · h1 white rook | a8 black rook · b8 black knight · c8 black bishop · d8 black queen · e8 black king · f8 black bishop · h8 black rook · a7 black pawn · b7 black pawn · c7 black pawn · e7 black pawn · f7 black pawn · h7 black pawn · f6 black knight · g6 black pawn · d5 black pawn · c4 white pawn · d4 white pawn · f4 white bishop · c3 white knight · a2 white pawn · b2 white pawn · e2 white pawn · f2 white pawn · g2 white pawn · h2 white pawn · a1 white rook · d1 white queen · e1 white king · f1 white bishop · g1 white knight · h1 white rook | a8 black rook · b8 black knight · c8 black bishop · d8 black queen · e8 black king · f8 black bishop · h8 black rook · a7 black pawn · b7 black pawn · c7 black pawn · e7 black pawn · f7 black pawn · h7 black pawn · f6 black knight · g6 black pawn · d5 black pawn · c4 white pawn · d4 white pawn · f4 white bishop · c3 white knight · a2 white pawn · b2 white pawn · e2 white pawn · f2 white pawn · g2 white pawn · h2 white pawn · a1 white rook · d1 white queen · e1 white king · f1 white bishop · g1 white knight · h1 white rook | a8 black rook · b8 black knight · c8 black bishop · d8 black queen · e8 black king · f8 black bishop · h8 black rook · a7 black pawn · b7 black pawn · c7 black pawn · e7 black pawn · f7 black pawn · h7 black pawn · f6 black knight · g6 black pawn · d5 black pawn · c4 white pawn · d4 white pawn · f4 white bishop · c3 white knight · a2 white pawn · b2 white pawn · e2 white pawn · f2 white pawn · g2 white pawn · h2 white pawn · a1 white rook · d1 white queen · e1 white king · f1 white bishop · g1 white knight · h1 white rook | a8 black rook · b8 black knight · c8 black bishop · d8 black queen · e8 black king · f8 black bishop · h8 black rook · a7 black pawn · b7 black pawn · c7 black pawn · e7 black pawn · f7 black pawn · h7 black pawn · f6 black knight · g6 black pawn · d5 black pawn · c4 white pawn · d4 white pawn · f4 white bishop · c3 white knight · a2 white pawn · b2 white pawn · e2 white pawn · f2 white pawn · g2 white pawn · h2 white pawn · a1 white rook · d1 white queen · e1 white king · f1 white bishop · g1 white knight · h1 white rook | a8 black rook · b8 black knight · c8 black bishop · d8 black queen · e8 black king · f8 black bishop · h8 black rook · a7 black pawn · b7 black pawn · c7 black pawn · e7 black pawn · f7 black pawn · h7 black pawn · f6 black knight · g6 black pawn · d5 black pawn · c4 white pawn · d4 white pawn · f4 white bishop · c3 white knight · a2 white pawn · b2 white pawn · e2 white pawn · f2 white pawn · g2 white pawn · h2 white pawn · a1 white rook · d1 white queen · e1 white king · f1 white bishop · g1 white knight · h1 white rook | 7 |
| 6 | a8 black rook · b8 black knight · c8 black bishop · d8 black queen · e8 black king · f8 black bishop · h8 black rook · a7 black pawn · b7 black pawn · c7 black pawn · e7 black pawn · f7 black pawn · h7 black pawn · f6 black knight · g6 black pawn · d5 black pawn · c4 white pawn · d4 white pawn · f4 white bishop · c3 white knight · a2 white pawn · b2 white pawn · e2 white pawn · f2 white pawn · g2 white pawn · h2 white pawn · a1 white rook · d1 white queen · e1 white king · f1 white bishop · g1 white knight · h1 white rook | a8 black rook · b8 black knight · c8 black bishop · d8 black queen · e8 black king · f8 black bishop · h8 black rook · a7 black pawn · b7 black pawn · c7 black pawn · e7 black pawn · f7 black pawn · h7 black pawn · f6 black knight · g6 black pawn · d5 black pawn · c4 white pawn · d4 white pawn · f4 white bishop · c3 white knight · a2 white pawn · b2 white pawn · e2 white pawn · f2 white pawn · g2 white pawn · h2 white pawn · a1 white rook · d1 white queen · e1 white king · f1 white bishop · g1 white knight · h1 white rook | a8 black rook · b8 black knight · c8 black bishop · d8 black queen · e8 black king · f8 black bishop · h8 black rook · a7 black pawn · b7 black pawn · c7 black pawn · e7 black pawn · f7 black pawn · h7 black pawn · f6 black knight · g6 black pawn · d5 black pawn · c4 white pawn · d4 white pawn · f4 white bishop · c3 white knight · a2 white pawn · b2 white pawn · e2 white pawn · f2 white pawn · g2 white pawn · h2 white pawn · a1 white rook · d1 white queen · e1 white king · f1 white bishop · g1 white knight · h1 white rook | a8 black rook · b8 black knight · c8 black bishop · d8 black queen · e8 black king · f8 black bishop · h8 black rook · a7 black pawn · b7 black pawn · c7 black pawn · e7 black pawn · f7 black pawn · h7 black pawn · f6 black knight · g6 black pawn · d5 black pawn · c4 white pawn · d4 white pawn · f4 white bishop · c3 white knight · a2 white pawn · b2 white pawn · e2 white pawn · f2 white pawn · g2 white pawn · h2 white pawn · a1 white rook · d1 white queen · e1 white king · f1 white bishop · g1 white knight · h1 white rook | a8 black rook · b8 black knight · c8 black bishop · d8 black queen · e8 black king · f8 black bishop · h8 black rook · a7 black pawn · b7 black pawn · c7 black pawn · e7 black pawn · f7 black pawn · h7 black pawn · f6 black knight · g6 black pawn · d5 black pawn · c4 white pawn · d4 white pawn · f4 white bishop · c3 white knight · a2 white pawn · b2 white pawn · e2 white pawn · f2 white pawn · g2 white pawn · h2 white pawn · a1 white rook · d1 white queen · e1 white king · f1 white bishop · g1 white knight · h1 white rook | a8 black rook · b8 black knight · c8 black bishop · d8 black queen · e8 black king · f8 black bishop · h8 black rook · a7 black pawn · b7 black pawn · c7 black pawn · e7 black pawn · f7 black pawn · h7 black pawn · f6 black knight · g6 black pawn · d5 black pawn · c4 white pawn · d4 white pawn · f4 white bishop · c3 white knight · a2 white pawn · b2 white pawn · e2 white pawn · f2 white pawn · g2 white pawn · h2 white pawn · a1 white rook · d1 white queen · e1 white king · f1 white bishop · g1 white knight · h1 white rook | a8 black rook · b8 black knight · c8 black bishop · d8 black queen · e8 black king · f8 black bishop · h8 black rook · a7 black pawn · b7 black pawn · c7 black pawn · e7 black pawn · f7 black pawn · h7 black pawn · f6 black knight · g6 black pawn · d5 black pawn · c4 white pawn · d4 white pawn · f4 white bishop · c3 white knight · a2 white pawn · b2 white pawn · e2 white pawn · f2 white pawn · g2 white pawn · h2 white pawn · a1 white rook · d1 white queen · e1 white king · f1 white bishop · g1 white knight · h1 white rook | a8 black rook · b8 black knight · c8 black bishop · d8 black queen · e8 black king · f8 black bishop · h8 black rook · a7 black pawn · b7 black pawn · c7 black pawn · e7 black pawn · f7 black pawn · h7 black pawn · f6 black knight · g6 black pawn · d5 black pawn · c4 white pawn · d4 white pawn · f4 white bishop · c3 white knight · a2 white pawn · b2 white pawn · e2 white pawn · f2 white pawn · g2 white pawn · h2 white pawn · a1 white rook · d1 white queen · e1 white king · f1 white bishop · g1 white knight · h1 white rook | 6 |
| 5 | a8 black rook · b8 black knight · c8 black bishop · d8 black queen · e8 black king · f8 black bishop · h8 black rook · a7 black pawn · b7 black pawn · c7 black pawn · e7 black pawn · f7 black pawn · h7 black pawn · f6 black knight · g6 black pawn · d5 black pawn · c4 white pawn · d4 white pawn · f4 white bishop · c3 white knight · a2 white pawn · b2 white pawn · e2 white pawn · f2 white pawn · g2 white pawn · h2 white pawn · a1 white rook · d1 white queen · e1 white king · f1 white bishop · g1 white knight · h1 white rook | a8 black rook · b8 black knight · c8 black bishop · d8 black queen · e8 black king · f8 black bishop · h8 black rook · a7 black pawn · b7 black pawn · c7 black pawn · e7 black pawn · f7 black pawn · h7 black pawn · f6 black knight · g6 black pawn · d5 black pawn · c4 white pawn · d4 white pawn · f4 white bishop · c3 white knight · a2 white pawn · b2 white pawn · e2 white pawn · f2 white pawn · g2 white pawn · h2 white pawn · a1 white rook · d1 white queen · e1 white king · f1 white bishop · g1 white knight · h1 white rook | a8 black rook · b8 black knight · c8 black bishop · d8 black queen · e8 black king · f8 black bishop · h8 black rook · a7 black pawn · b7 black pawn · c7 black pawn · e7 black pawn · f7 black pawn · h7 black pawn · f6 black knight · g6 black pawn · d5 black pawn · c4 white pawn · d4 white pawn · f4 white bishop · c3 white knight · a2 white pawn · b2 white pawn · e2 white pawn · f2 white pawn · g2 white pawn · h2 white pawn · a1 white rook · d1 white queen · e1 white king · f1 white bishop · g1 white knight · h1 white rook | a8 black rook · b8 black knight · c8 black bishop · d8 black queen · e8 black king · f8 black bishop · h8 black rook · a7 black pawn · b7 black pawn · c7 black pawn · e7 black pawn · f7 black pawn · h7 black pawn · f6 black knight · g6 black pawn · d5 black pawn · c4 white pawn · d4 white pawn · f4 white bishop · c3 white knight · a2 white pawn · b2 white pawn · e2 white pawn · f2 white pawn · g2 white pawn · h2 white pawn · a1 white rook · d1 white queen · e1 white king · f1 white bishop · g1 white knight · h1 white rook | a8 black rook · b8 black knight · c8 black bishop · d8 black queen · e8 black king · f8 black bishop · h8 black rook · a7 black pawn · b7 black pawn · c7 black pawn · e7 black pawn · f7 black pawn · h7 black pawn · f6 black knight · g6 black pawn · d5 black pawn · c4 white pawn · d4 white pawn · f4 white bishop · c3 white knight · a2 white pawn · b2 white pawn · e2 white pawn · f2 white pawn · g2 white pawn · h2 white pawn · a1 white rook · d1 white queen · e1 white king · f1 white bishop · g1 white knight · h1 white rook | a8 black rook · b8 black knight · c8 black bishop · d8 black queen · e8 black king · f8 black bishop · h8 black rook · a7 black pawn · b7 black pawn · c7 black pawn · e7 black pawn · f7 black pawn · h7 black pawn · f6 black knight · g6 black pawn · d5 black pawn · c4 white pawn · d4 white pawn · f4 white bishop · c3 white knight · a2 white pawn · b2 white pawn · e2 white pawn · f2 white pawn · g2 white pawn · h2 white pawn · a1 white rook · d1 white queen · e1 white king · f1 white bishop · g1 white knight · h1 white rook | a8 black rook · b8 black knight · c8 black bishop · d8 black queen · e8 black king · f8 black bishop · h8 black rook · a7 black pawn · b7 black pawn · c7 black pawn · e7 black pawn · f7 black pawn · h7 black pawn · f6 black knight · g6 black pawn · d5 black pawn · c4 white pawn · d4 white pawn · f4 white bishop · c3 white knight · a2 white pawn · b2 white pawn · e2 white pawn · f2 white pawn · g2 white pawn · h2 white pawn · a1 white rook · d1 white queen · e1 white king · f1 white bishop · g1 white knight · h1 white rook | a8 black rook · b8 black knight · c8 black bishop · d8 black queen · e8 black king · f8 black bishop · h8 black rook · a7 black pawn · b7 black pawn · c7 black pawn · e7 black pawn · f7 black pawn · h7 black pawn · f6 black knight · g6 black pawn · d5 black pawn · c4 white pawn · d4 white pawn · f4 white bishop · c3 white knight · a2 white pawn · b2 white pawn · e2 white pawn · f2 white pawn · g2 white pawn · h2 white pawn · a1 white rook · d1 white queen · e1 white king · f1 white bishop · g1 white knight · h1 white rook | 5 |
| 4 | a8 black rook · b8 black knight · c8 black bishop · d8 black queen · e8 black king · f8 black bishop · h8 black rook · a7 black pawn · b7 black pawn · c7 black pawn · e7 black pawn · f7 black pawn · h7 black pawn · f6 black knight · g6 black pawn · d5 black pawn · c4 white pawn · d4 white pawn · f4 white bishop · c3 white knight · a2 white pawn · b2 white pawn · e2 white pawn · f2 white pawn · g2 white pawn · h2 white pawn · a1 white rook · d1 white queen · e1 white king · f1 white bishop · g1 white knight · h1 white rook | a8 black rook · b8 black knight · c8 black bishop · d8 black queen · e8 black king · f8 black bishop · h8 black rook · a7 black pawn · b7 black pawn · c7 black pawn · e7 black pawn · f7 black pawn · h7 black pawn · f6 black knight · g6 black pawn · d5 black pawn · c4 white pawn · d4 white pawn · f4 white bishop · c3 white knight · a2 white pawn · b2 white pawn · e2 white pawn · f2 white pawn · g2 white pawn · h2 white pawn · a1 white rook · d1 white queen · e1 white king · f1 white bishop · g1 white knight · h1 white rook | a8 black rook · b8 black knight · c8 black bishop · d8 black queen · e8 black king · f8 black bishop · h8 black rook · a7 black pawn · b7 black pawn · c7 black pawn · e7 black pawn · f7 black pawn · h7 black pawn · f6 black knight · g6 black pawn · d5 black pawn · c4 white pawn · d4 white pawn · f4 white bishop · c3 white knight · a2 white pawn · b2 white pawn · e2 white pawn · f2 white pawn · g2 white pawn · h2 white pawn · a1 white rook · d1 white queen · e1 white king · f1 white bishop · g1 white knight · h1 white rook | a8 black rook · b8 black knight · c8 black bishop · d8 black queen · e8 black king · f8 black bishop · h8 black rook · a7 black pawn · b7 black pawn · c7 black pawn · e7 black pawn · f7 black pawn · h7 black pawn · f6 black knight · g6 black pawn · d5 black pawn · c4 white pawn · d4 white pawn · f4 white bishop · c3 white knight · a2 white pawn · b2 white pawn · e2 white pawn · f2 white pawn · g2 white pawn · h2 white pawn · a1 white rook · d1 white queen · e1 white king · f1 white bishop · g1 white knight · h1 white rook | a8 black rook · b8 black knight · c8 black bishop · d8 black queen · e8 black king · f8 black bishop · h8 black rook · a7 black pawn · b7 black pawn · c7 black pawn · e7 black pawn · f7 black pawn · h7 black pawn · f6 black knight · g6 black pawn · d5 black pawn · c4 white pawn · d4 white pawn · f4 white bishop · c3 white knight · a2 white pawn · b2 white pawn · e2 white pawn · f2 white pawn · g2 white pawn · h2 white pawn · a1 white rook · d1 white queen · e1 white king · f1 white bishop · g1 white knight · h1 white rook | a8 black rook · b8 black knight · c8 black bishop · d8 black queen · e8 black king · f8 black bishop · h8 black rook · a7 black pawn · b7 black pawn · c7 black pawn · e7 black pawn · f7 black pawn · h7 black pawn · f6 black knight · g6 black pawn · d5 black pawn · c4 white pawn · d4 white pawn · f4 white bishop · c3 white knight · a2 white pawn · b2 white pawn · e2 white pawn · f2 white pawn · g2 white pawn · h2 white pawn · a1 white rook · d1 white queen · e1 white king · f1 white bishop · g1 white knight · h1 white rook | a8 black rook · b8 black knight · c8 black bishop · d8 black queen · e8 black king · f8 black bishop · h8 black rook · a7 black pawn · b7 black pawn · c7 black pawn · e7 black pawn · f7 black pawn · h7 black pawn · f6 black knight · g6 black pawn · d5 black pawn · c4 white pawn · d4 white pawn · f4 white bishop · c3 white knight · a2 white pawn · b2 white pawn · e2 white pawn · f2 white pawn · g2 white pawn · h2 white pawn · a1 white rook · d1 white queen · e1 white king · f1 white bishop · g1 white knight · h1 white rook | a8 black rook · b8 black knight · c8 black bishop · d8 black queen · e8 black king · f8 black bishop · h8 black rook · a7 black pawn · b7 black pawn · c7 black pawn · e7 black pawn · f7 black pawn · h7 black pawn · f6 black knight · g6 black pawn · d5 black pawn · c4 white pawn · d4 white pawn · f4 white bishop · c3 white knight · a2 white pawn · b2 white pawn · e2 white pawn · f2 white pawn · g2 white pawn · h2 white pawn · a1 white rook · d1 white queen · e1 white king · f1 white bishop · g1 white knight · h1 white rook | 4 |
| 3 | a8 black rook · b8 black knight · c8 black bishop · d8 black queen · e8 black king · f8 black bishop · h8 black rook · a7 black pawn · b7 black pawn · c7 black pawn · e7 black pawn · f7 black pawn · h7 black pawn · f6 black knight · g6 black pawn · d5 black pawn · c4 white pawn · d4 white pawn · f4 white bishop · c3 white knight · a2 white pawn · b2 white pawn · e2 white pawn · f2 white pawn · g2 white pawn · h2 white pawn · a1 white rook · d1 white queen · e1 white king · f1 white bishop · g1 white knight · h1 white rook | a8 black rook · b8 black knight · c8 black bishop · d8 black queen · e8 black king · f8 black bishop · h8 black rook · a7 black pawn · b7 black pawn · c7 black pawn · e7 black pawn · f7 black pawn · h7 black pawn · f6 black knight · g6 black pawn · d5 black pawn · c4 white pawn · d4 white pawn · f4 white bishop · c3 white knight · a2 white pawn · b2 white pawn · e2 white pawn · f2 white pawn · g2 white pawn · h2 white pawn · a1 white rook · d1 white queen · e1 white king · f1 white bishop · g1 white knight · h1 white rook | a8 black rook · b8 black knight · c8 black bishop · d8 black queen · e8 black king · f8 black bishop · h8 black rook · a7 black pawn · b7 black pawn · c7 black pawn · e7 black pawn · f7 black pawn · h7 black pawn · f6 black knight · g6 black pawn · d5 black pawn · c4 white pawn · d4 white pawn · f4 white bishop · c3 white knight · a2 white pawn · b2 white pawn · e2 white pawn · f2 white pawn · g2 white pawn · h2 white pawn · a1 white rook · d1 white queen · e1 white king · f1 white bishop · g1 white knight · h1 white rook | a8 black rook · b8 black knight · c8 black bishop · d8 black queen · e8 black king · f8 black bishop · h8 black rook · a7 black pawn · b7 black pawn · c7 black pawn · e7 black pawn · f7 black pawn · h7 black pawn · f6 black knight · g6 black pawn · d5 black pawn · c4 white pawn · d4 white pawn · f4 white bishop · c3 white knight · a2 white pawn · b2 white pawn · e2 white pawn · f2 white pawn · g2 white pawn · h2 white pawn · a1 white rook · d1 white queen · e1 white king · f1 white bishop · g1 white knight · h1 white rook | a8 black rook · b8 black knight · c8 black bishop · d8 black queen · e8 black king · f8 black bishop · h8 black rook · a7 black pawn · b7 black pawn · c7 black pawn · e7 black pawn · f7 black pawn · h7 black pawn · f6 black knight · g6 black pawn · d5 black pawn · c4 white pawn · d4 white pawn · f4 white bishop · c3 white knight · a2 white pawn · b2 white pawn · e2 white pawn · f2 white pawn · g2 white pawn · h2 white pawn · a1 white rook · d1 white queen · e1 white king · f1 white bishop · g1 white knight · h1 white rook | a8 black rook · b8 black knight · c8 black bishop · d8 black queen · e8 black king · f8 black bishop · h8 black rook · a7 black pawn · b7 black pawn · c7 black pawn · e7 black pawn · f7 black pawn · h7 black pawn · f6 black knight · g6 black pawn · d5 black pawn · c4 white pawn · d4 white pawn · f4 white bishop · c3 white knight · a2 white pawn · b2 white pawn · e2 white pawn · f2 white pawn · g2 white pawn · h2 white pawn · a1 white rook · d1 white queen · e1 white king · f1 white bishop · g1 white knight · h1 white rook | a8 black rook · b8 black knight · c8 black bishop · d8 black queen · e8 black king · f8 black bishop · h8 black rook · a7 black pawn · b7 black pawn · c7 black pawn · e7 black pawn · f7 black pawn · h7 black pawn · f6 black knight · g6 black pawn · d5 black pawn · c4 white pawn · d4 white pawn · f4 white bishop · c3 white knight · a2 white pawn · b2 white pawn · e2 white pawn · f2 white pawn · g2 white pawn · h2 white pawn · a1 white rook · d1 white queen · e1 white king · f1 white bishop · g1 white knight · h1 white rook | a8 black rook · b8 black knight · c8 black bishop · d8 black queen · e8 black king · f8 black bishop · h8 black rook · a7 black pawn · b7 black pawn · c7 black pawn · e7 black pawn · f7 black pawn · h7 black pawn · f6 black knight · g6 black pawn · d5 black pawn · c4 white pawn · d4 white pawn · f4 white bishop · c3 white knight · a2 white pawn · b2 white pawn · e2 white pawn · f2 white pawn · g2 white pawn · h2 white pawn · a1 white rook · d1 white queen · e1 white king · f1 white bishop · g1 white knight · h1 white rook | 3 |
| 2 | a8 black rook · b8 black knight · c8 black bishop · d8 black queen · e8 black king · f8 black bishop · h8 black rook · a7 black pawn · b7 black pawn · c7 black pawn · e7 black pawn · f7 black pawn · h7 black pawn · f6 black knight · g6 black pawn · d5 black pawn · c4 white pawn · d4 white pawn · f4 white bishop · c3 white knight · a2 white pawn · b2 white pawn · e2 white pawn · f2 white pawn · g2 white pawn · h2 white pawn · a1 white rook · d1 white queen · e1 white king · f1 white bishop · g1 white knight · h1 white rook | a8 black rook · b8 black knight · c8 black bishop · d8 black queen · e8 black king · f8 black bishop · h8 black rook · a7 black pawn · b7 black pawn · c7 black pawn · e7 black pawn · f7 black pawn · h7 black pawn · f6 black knight · g6 black pawn · d5 black pawn · c4 white pawn · d4 white pawn · f4 white bishop · c3 white knight · a2 white pawn · b2 white pawn · e2 white pawn · f2 white pawn · g2 white pawn · h2 white pawn · a1 white rook · d1 white queen · e1 white king · f1 white bishop · g1 white knight · h1 white rook | a8 black rook · b8 black knight · c8 black bishop · d8 black queen · e8 black king · f8 black bishop · h8 black rook · a7 black pawn · b7 black pawn · c7 black pawn · e7 black pawn · f7 black pawn · h7 black pawn · f6 black knight · g6 black pawn · d5 black pawn · c4 white pawn · d4 white pawn · f4 white bishop · c3 white knight · a2 white pawn · b2 white pawn · e2 white pawn · f2 white pawn · g2 white pawn · h2 white pawn · a1 white rook · d1 white queen · e1 white king · f1 white bishop · g1 white knight · h1 white rook | a8 black rook · b8 black knight · c8 black bishop · d8 black queen · e8 black king · f8 black bishop · h8 black rook · a7 black pawn · b7 black pawn · c7 black pawn · e7 black pawn · f7 black pawn · h7 black pawn · f6 black knight · g6 black pawn · d5 black pawn · c4 white pawn · d4 white pawn · f4 white bishop · c3 white knight · a2 white pawn · b2 white pawn · e2 white pawn · f2 white pawn · g2 white pawn · h2 white pawn · a1 white rook · d1 white queen · e1 white king · f1 white bishop · g1 white knight · h1 white rook | a8 black rook · b8 black knight · c8 black bishop · d8 black queen · e8 black king · f8 black bishop · h8 black rook · a7 black pawn · b7 black pawn · c7 black pawn · e7 black pawn · f7 black pawn · h7 black pawn · f6 black knight · g6 black pawn · d5 black pawn · c4 white pawn · d4 white pawn · f4 white bishop · c3 white knight · a2 white pawn · b2 white pawn · e2 white pawn · f2 white pawn · g2 white pawn · h2 white pawn · a1 white rook · d1 white queen · e1 white king · f1 white bishop · g1 white knight · h1 white rook | a8 black rook · b8 black knight · c8 black bishop · d8 black queen · e8 black king · f8 black bishop · h8 black rook · a7 black pawn · b7 black pawn · c7 black pawn · e7 black pawn · f7 black pawn · h7 black pawn · f6 black knight · g6 black pawn · d5 black pawn · c4 white pawn · d4 white pawn · f4 white bishop · c3 white knight · a2 white pawn · b2 white pawn · e2 white pawn · f2 white pawn · g2 white pawn · h2 white pawn · a1 white rook · d1 white queen · e1 white king · f1 white bishop · g1 white knight · h1 white rook | a8 black rook · b8 black knight · c8 black bishop · d8 black queen · e8 black king · f8 black bishop · h8 black rook · a7 black pawn · b7 black pawn · c7 black pawn · e7 black pawn · f7 black pawn · h7 black pawn · f6 black knight · g6 black pawn · d5 black pawn · c4 white pawn · d4 white pawn · f4 white bishop · c3 white knight · a2 white pawn · b2 white pawn · e2 white pawn · f2 white pawn · g2 white pawn · h2 white pawn · a1 white rook · d1 white queen · e1 white king · f1 white bishop · g1 white knight · h1 white rook | a8 black rook · b8 black knight · c8 black bishop · d8 black queen · e8 black king · f8 black bishop · h8 black rook · a7 black pawn · b7 black pawn · c7 black pawn · e7 black pawn · f7 black pawn · h7 black pawn · f6 black knight · g6 black pawn · d5 black pawn · c4 white pawn · d4 white pawn · f4 white bishop · c3 white knight · a2 white pawn · b2 white pawn · e2 white pawn · f2 white pawn · g2 white pawn · h2 white pawn · a1 white rook · d1 white queen · e1 white king · f1 white bishop · g1 white knight · h1 white rook | 2 |
| 1 | a8 black rook · b8 black knight · c8 black bishop · d8 black queen · e8 black king · f8 black bishop · h8 black rook · a7 black pawn · b7 black pawn · c7 black pawn · e7 black pawn · f7 black pawn · h7 black pawn · f6 black knight · g6 black pawn · d5 black pawn · c4 white pawn · d4 white pawn · f4 white bishop · c3 white knight · a2 white pawn · b2 white pawn · e2 white pawn · f2 white pawn · g2 white pawn · h2 white pawn · a1 white rook · d1 white queen · e1 white king · f1 white bishop · g1 white knight · h1 white rook | a8 black rook · b8 black knight · c8 black bishop · d8 black queen · e8 black king · f8 black bishop · h8 black rook · a7 black pawn · b7 black pawn · c7 black pawn · e7 black pawn · f7 black pawn · h7 black pawn · f6 black knight · g6 black pawn · d5 black pawn · c4 white pawn · d4 white pawn · f4 white bishop · c3 white knight · a2 white pawn · b2 white pawn · e2 white pawn · f2 white pawn · g2 white pawn · h2 white pawn · a1 white rook · d1 white queen · e1 white king · f1 white bishop · g1 white knight · h1 white rook | a8 black rook · b8 black knight · c8 black bishop · d8 black queen · e8 black king · f8 black bishop · h8 black rook · a7 black pawn · b7 black pawn · c7 black pawn · e7 black pawn · f7 black pawn · h7 black pawn · f6 black knight · g6 black pawn · d5 black pawn · c4 white pawn · d4 white pawn · f4 white bishop · c3 white knight · a2 white pawn · b2 white pawn · e2 white pawn · f2 white pawn · g2 white pawn · h2 white pawn · a1 white rook · d1 white queen · e1 white king · f1 white bishop · g1 white knight · h1 white rook | a8 black rook · b8 black knight · c8 black bishop · d8 black queen · e8 black king · f8 black bishop · h8 black rook · a7 black pawn · b7 black pawn · c7 black pawn · e7 black pawn · f7 black pawn · h7 black pawn · f6 black knight · g6 black pawn · d5 black pawn · c4 white pawn · d4 white pawn · f4 white bishop · c3 white knight · a2 white pawn · b2 white pawn · e2 white pawn · f2 white pawn · g2 white pawn · h2 white pawn · a1 white rook · d1 white queen · e1 white king · f1 white bishop · g1 white knight · h1 white rook | a8 black rook · b8 black knight · c8 black bishop · d8 black queen · e8 black king · f8 black bishop · h8 black rook · a7 black pawn · b7 black pawn · c7 black pawn · e7 black pawn · f7 black pawn · h7 black pawn · f6 black knight · g6 black pawn · d5 black pawn · c4 white pawn · d4 white pawn · f4 white bishop · c3 white knight · a2 white pawn · b2 white pawn · e2 white pawn · f2 white pawn · g2 white pawn · h2 white pawn · a1 white rook · d1 white queen · e1 white king · f1 white bishop · g1 white knight · h1 white rook | a8 black rook · b8 black knight · c8 black bishop · d8 black queen · e8 black king · f8 black bishop · h8 black rook · a7 black pawn · b7 black pawn · c7 black pawn · e7 black pawn · f7 black pawn · h7 black pawn · f6 black knight · g6 black pawn · d5 black pawn · c4 white pawn · d4 white pawn · f4 white bishop · c3 white knight · a2 white pawn · b2 white pawn · e2 white pawn · f2 white pawn · g2 white pawn · h2 white pawn · a1 white rook · d1 white queen · e1 white king · f1 white bishop · g1 white knight · h1 white rook | a8 black rook · b8 black knight · c8 black bishop · d8 black queen · e8 black king · f8 black bishop · h8 black rook · a7 black pawn · b7 black pawn · c7 black pawn · e7 black pawn · f7 black pawn · h7 black pawn · f6 black knight · g6 black pawn · d5 black pawn · c4 white pawn · d4 white pawn · f4 white bishop · c3 white knight · a2 white pawn · b2 white pawn · e2 white pawn · f2 white pawn · g2 white pawn · h2 white pawn · a1 white rook · d1 white queen · e1 white king · f1 white bishop · g1 white knight · h1 white rook | a8 black rook · b8 black knight · c8 black bishop · d8 black queen · e8 black king · f8 black bishop · h8 black rook · a7 black pawn · b7 black pawn · c7 black pawn · e7 black pawn · f7 black pawn · h7 black pawn · f6 black knight · g6 black pawn · d5 black pawn · c4 white pawn · d4 white pawn · f4 white bishop · c3 white knight · a2 white pawn · b2 white pawn · e2 white pawn · f2 white pawn · g2 white pawn · h2 white pawn · a1 white rook · d1 white queen · e1 white king · f1 white bishop · g1 white knight · h1 white rook | 1 |
|   | a | b | c | d | e | f | g | h |   |

За играче који не желе да преузму сложеност варијанте размјене, потез 4. Лф4 се углавном сматра сигурнијим наставком за бијелог. Бијели се опредјељује за иницијативу на даминој страни са мањим пјешачким центром. У главној линији (Д82) игра се наставља са 4. Лг7 5.е3 ц5 6.д:ц5 Да5, а избори бијелог на његовом седмом потезу су ц:д5, Дб3, Да4 или Тц1. Упркос својој репутацији, у статистичким базама података ова варијанта показује само нешто већи проценат победа и ремија бијелих, за разлику од варијанте размјене. Варијанта се данас не сусреће често у професионалној игри, а њена употреба знатно је опала од свог врхунца 1930-их.  
У овој варијанти, игра се такође може наставити 4. Лф4 Лг7 5.е3 0-0, који је познат као Гринфелдов гамбит (ЕЦО шифра Д83). Бијели може прихватити гамбит играјући 6. ц:д5 Схд5 7. С:д5 Д:д5 8. Л:ц7 или га одбије са 6. Дб3 или 6. Рц1, на који црни одговара са 6. ц5.

## Нео-Гринфелдова одбрана
Системи у којима бијели одлаже развој даминог скакача до ц3 познати су под називом Нео-Гринфелдова одбрана ( ЕЦО шифра Д70 – Д79); типични потези су 1.д4 Сф6 2.г3 г6 3.ц4 д5 или, чешће, 1. д4 Сф6 2. ц4 г6 3. г3 д5 (последњи је познат као Кемери варијанта, приказана на дијаграму). 
|   | a | b | c | d | e | f | g | h |   |
| 8 | a8 black rook · b8 black knight · c8 black bishop · d8 black queen · e8 black king · f8 black bishop · h8 black rook · a7 black pawn · b7 black pawn · c7 black pawn · e7 black pawn · f7 black pawn · h7 black pawn · f6 black knight · g6 black pawn · d5 black pawn · c4 white pawn · d4 white pawn · g3 white pawn · a2 white pawn · b2 white pawn · e2 white pawn · f2 white pawn · h2 white pawn · a1 white rook · b1 white knight · c1 white bishop · d1 white queen · e1 white king · f1 white bishop · g1 white knight · h1 white rook | a8 black rook · b8 black knight · c8 black bishop · d8 black queen · e8 black king · f8 black bishop · h8 black rook · a7 black pawn · b7 black pawn · c7 black pawn · e7 black pawn · f7 black pawn · h7 black pawn · f6 black knight · g6 black pawn · d5 black pawn · c4 white pawn · d4 white pawn · g3 white pawn · a2 white pawn · b2 white pawn · e2 white pawn · f2 white pawn · h2 white pawn · a1 white rook · b1 white knight · c1 white bishop · d1 white queen · e1 white king · f1 white bishop · g1 white knight · h1 white rook | a8 black rook · b8 black knight · c8 black bishop · d8 black queen · e8 black king · f8 black bishop · h8 black rook · a7 black pawn · b7 black pawn · c7 black pawn · e7 black pawn · f7 black pawn · h7 black pawn · f6 black knight · g6 black pawn · d5 black pawn · c4 white pawn · d4 white pawn · g3 white pawn · a2 white pawn · b2 white pawn · e2 white pawn · f2 white pawn · h2 white pawn · a1 white rook · b1 white knight · c1 white bishop · d1 white queen · e1 white king · f1 white bishop · g1 white knight · h1 white rook | a8 black rook · b8 black knight · c8 black bishop · d8 black queen · e8 black king · f8 black bishop · h8 black rook · a7 black pawn · b7 black pawn · c7 black pawn · e7 black pawn · f7 black pawn · h7 black pawn · f6 black knight · g6 black pawn · d5 black pawn · c4 white pawn · d4 white pawn · g3 white pawn · a2 white pawn · b2 white pawn · e2 white pawn · f2 white pawn · h2 white pawn · a1 white rook · b1 white knight · c1 white bishop · d1 white queen · e1 white king · f1 white bishop · g1 white knight · h1 white rook | a8 black rook · b8 black knight · c8 black bishop · d8 black queen · e8 black king · f8 black bishop · h8 black rook · a7 black pawn · b7 black pawn · c7 black pawn · e7 black pawn · f7 black pawn · h7 black pawn · f6 black knight · g6 black pawn · d5 black pawn · c4 white pawn · d4 white pawn · g3 white pawn · a2 white pawn · b2 white pawn · e2 white pawn · f2 white pawn · h2 white pawn · a1 white rook · b1 white knight · c1 white bishop · d1 white queen · e1 white king · f1 white bishop · g1 white knight · h1 white rook | a8 black rook · b8 black knight · c8 black bishop · d8 black queen · e8 black king · f8 black bishop · h8 black rook · a7 black pawn · b7 black pawn · c7 black pawn · e7 black pawn · f7 black pawn · h7 black pawn · f6 black knight · g6 black pawn · d5 black pawn · c4 white pawn · d4 white pawn · g3 white pawn · a2 white pawn · b2 white pawn · e2 white pawn · f2 white pawn · h2 white pawn · a1 white rook · b1 white knight · c1 white bishop · d1 white queen · e1 white king · f1 white bishop · g1 white knight · h1 white rook | a8 black rook · b8 black knight · c8 black bishop · d8 black queen · e8 black king · f8 black bishop · h8 black rook · a7 black pawn · b7 black pawn · c7 black pawn · e7 black pawn · f7 black pawn · h7 black pawn · f6 black knight · g6 black pawn · d5 black pawn · c4 white pawn · d4 white pawn · g3 white pawn · a2 white pawn · b2 white pawn · e2 white pawn · f2 white pawn · h2 white pawn · a1 white rook · b1 white knight · c1 white bishop · d1 white queen · e1 white king · f1 white bishop · g1 white knight · h1 white rook | a8 black rook · b8 black knight · c8 black bishop · d8 black queen · e8 black king · f8 black bishop · h8 black rook · a7 black pawn · b7 black pawn · c7 black pawn · e7 black pawn · f7 black pawn · h7 black pawn · f6 black knight · g6 black pawn · d5 black pawn · c4 white pawn · d4 white pawn · g3 white pawn · a2 white pawn · b2 white pawn · e2 white pawn · f2 white pawn · h2 white pawn · a1 white rook · b1 white knight · c1 white bishop · d1 white queen · e1 white king · f1 white bishop · g1 white knight · h1 white rook | 8 |
| 7 | a8 black rook · b8 black knight · c8 black bishop · d8 black queen · e8 black king · f8 black bishop · h8 black rook · a7 black pawn · b7 black pawn · c7 black pawn · e7 black pawn · f7 black pawn · h7 black pawn · f6 black knight · g6 black pawn · d5 black pawn · c4 white pawn · d4 white pawn · g3 white pawn · a2 white pawn · b2 white pawn · e2 white pawn · f2 white pawn · h2 white pawn · a1 white rook · b1 white knight · c1 white bishop · d1 white queen · e1 white king · f1 white bishop · g1 white knight · h1 white rook | a8 black rook · b8 black knight · c8 black bishop · d8 black queen · e8 black king · f8 black bishop · h8 black rook · a7 black pawn · b7 black pawn · c7 black pawn · e7 black pawn · f7 black pawn · h7 black pawn · f6 black knight · g6 black pawn · d5 black pawn · c4 white pawn · d4 white pawn · g3 white pawn · a2 white pawn · b2 white pawn · e2 white pawn · f2 white pawn · h2 white pawn · a1 white rook · b1 white knight · c1 white bishop · d1 white queen · e1 white king · f1 white bishop · g1 white knight · h1 white rook | a8 black rook · b8 black knight · c8 black bishop · d8 black queen · e8 black king · f8 black bishop · h8 black rook · a7 black pawn · b7 black pawn · c7 black pawn · e7 black pawn · f7 black pawn · h7 black pawn · f6 black knight · g6 black pawn · d5 black pawn · c4 white pawn · d4 white pawn · g3 white pawn · a2 white pawn · b2 white pawn · e2 white pawn · f2 white pawn · h2 white pawn · a1 white rook · b1 white knight · c1 white bishop · d1 white queen · e1 white king · f1 white bishop · g1 white knight · h1 white rook | a8 black rook · b8 black knight · c8 black bishop · d8 black queen · e8 black king · f8 black bishop · h8 black rook · a7 black pawn · b7 black pawn · c7 black pawn · e7 black pawn · f7 black pawn · h7 black pawn · f6 black knight · g6 black pawn · d5 black pawn · c4 white pawn · d4 white pawn · g3 white pawn · a2 white pawn · b2 white pawn · e2 white pawn · f2 white pawn · h2 white pawn · a1 white rook · b1 white knight · c1 white bishop · d1 white queen · e1 white king · f1 white bishop · g1 white knight · h1 white rook | a8 black rook · b8 black knight · c8 black bishop · d8 black queen · e8 black king · f8 black bishop · h8 black rook · a7 black pawn · b7 black pawn · c7 black pawn · e7 black pawn · f7 black pawn · h7 black pawn · f6 black knight · g6 black pawn · d5 black pawn · c4 white pawn · d4 white pawn · g3 white pawn · a2 white pawn · b2 white pawn · e2 white pawn · f2 white pawn · h2 white pawn · a1 white rook · b1 white knight · c1 white bishop · d1 white queen · e1 white king · f1 white bishop · g1 white knight · h1 white rook | a8 black rook · b8 black knight · c8 black bishop · d8 black queen · e8 black king · f8 black bishop · h8 black rook · a7 black pawn · b7 black pawn · c7 black pawn · e7 black pawn · f7 black pawn · h7 black pawn · f6 black knight · g6 black pawn · d5 black pawn · c4 white pawn · d4 white pawn · g3 white pawn · a2 white pawn · b2 white pawn · e2 white pawn · f2 white pawn · h2 white pawn · a1 white rook · b1 white knight · c1 white bishop · d1 white queen · e1 white king · f1 white bishop · g1 white knight · h1 white rook | a8 black rook · b8 black knight · c8 black bishop · d8 black queen · e8 black king · f8 black bishop · h8 black rook · a7 black pawn · b7 black pawn · c7 black pawn · e7 black pawn · f7 black pawn · h7 black pawn · f6 black knight · g6 black pawn · d5 black pawn · c4 white pawn · d4 white pawn · g3 white pawn · a2 white pawn · b2 white pawn · e2 white pawn · f2 white pawn · h2 white pawn · a1 white rook · b1 white knight · c1 white bishop · d1 white queen · e1 white king · f1 white bishop · g1 white knight · h1 white rook | a8 black rook · b8 black knight · c8 black bishop · d8 black queen · e8 black king · f8 black bishop · h8 black rook · a7 black pawn · b7 black pawn · c7 black pawn · e7 black pawn · f7 black pawn · h7 black pawn · f6 black knight · g6 black pawn · d5 black pawn · c4 white pawn · d4 white pawn · g3 white pawn · a2 white pawn · b2 white pawn · e2 white pawn · f2 white pawn · h2 white pawn · a1 white rook · b1 white knight · c1 white bishop · d1 white queen · e1 white king · f1 white bishop · g1 white knight · h1 white rook | 7 |
| 6 | a8 black rook · b8 black knight · c8 black bishop · d8 black queen · e8 black king · f8 black bishop · h8 black rook · a7 black pawn · b7 black pawn · c7 black pawn · e7 black pawn · f7 black pawn · h7 black pawn · f6 black knight · g6 black pawn · d5 black pawn · c4 white pawn · d4 white pawn · g3 white pawn · a2 white pawn · b2 white pawn · e2 white pawn · f2 white pawn · h2 white pawn · a1 white rook · b1 white knight · c1 white bishop · d1 white queen · e1 white king · f1 white bishop · g1 white knight · h1 white rook | a8 black rook · b8 black knight · c8 black bishop · d8 black queen · e8 black king · f8 black bishop · h8 black rook · a7 black pawn · b7 black pawn · c7 black pawn · e7 black pawn · f7 black pawn · h7 black pawn · f6 black knight · g6 black pawn · d5 black pawn · c4 white pawn · d4 white pawn · g3 white pawn · a2 white pawn · b2 white pawn · e2 white pawn · f2 white pawn · h2 white pawn · a1 white rook · b1 white knight · c1 white bishop · d1 white queen · e1 white king · f1 white bishop · g1 white knight · h1 white rook | a8 black rook · b8 black knight · c8 black bishop · d8 black queen · e8 black king · f8 black bishop · h8 black rook · a7 black pawn · b7 black pawn · c7 black pawn · e7 black pawn · f7 black pawn · h7 black pawn · f6 black knight · g6 black pawn · d5 black pawn · c4 white pawn · d4 white pawn · g3 white pawn · a2 white pawn · b2 white pawn · e2 white pawn · f2 white pawn · h2 white pawn · a1 white rook · b1 white knight · c1 white bishop · d1 white queen · e1 white king · f1 white bishop · g1 white knight · h1 white rook | a8 black rook · b8 black knight · c8 black bishop · d8 black queen · e8 black king · f8 black bishop · h8 black rook · a7 black pawn · b7 black pawn · c7 black pawn · e7 black pawn · f7 black pawn · h7 black pawn · f6 black knight · g6 black pawn · d5 black pawn · c4 white pawn · d4 white pawn · g3 white pawn · a2 white pawn · b2 white pawn · e2 white pawn · f2 white pawn · h2 white pawn · a1 white rook · b1 white knight · c1 white bishop · d1 white queen · e1 white king · f1 white bishop · g1 white knight · h1 white rook | a8 black rook · b8 black knight · c8 black bishop · d8 black queen · e8 black king · f8 black bishop · h8 black rook · a7 black pawn · b7 black pawn · c7 black pawn · e7 black pawn · f7 black pawn · h7 black pawn · f6 black knight · g6 black pawn · d5 black pawn · c4 white pawn · d4 white pawn · g3 white pawn · a2 white pawn · b2 white pawn · e2 white pawn · f2 white pawn · h2 white pawn · a1 white rook · b1 white knight · c1 white bishop · d1 white queen · e1 white king · f1 white bishop · g1 white knight · h1 white rook | a8 black rook · b8 black knight · c8 black bishop · d8 black queen · e8 black king · f8 black bishop · h8 black rook · a7 black pawn · b7 black pawn · c7 black pawn · e7 black pawn · f7 black pawn · h7 black pawn · f6 black knight · g6 black pawn · d5 black pawn · c4 white pawn · d4 white pawn · g3 white pawn · a2 white pawn · b2 white pawn · e2 white pawn · f2 white pawn · h2 white pawn · a1 white rook · b1 white knight · c1 white bishop · d1 white queen · e1 white king · f1 white bishop · g1 white knight · h1 white rook | a8 black rook · b8 black knight · c8 black bishop · d8 black queen · e8 black king · f8 black bishop · h8 black rook · a7 black pawn · b7 black pawn · c7 black pawn · e7 black pawn · f7 black pawn · h7 black pawn · f6 black knight · g6 black pawn · d5 black pawn · c4 white pawn · d4 white pawn · g3 white pawn · a2 white pawn · b2 white pawn · e2 white pawn · f2 white pawn · h2 white pawn · a1 white rook · b1 white knight · c1 white bishop · d1 white queen · e1 white king · f1 white bishop · g1 white knight · h1 white rook | a8 black rook · b8 black knight · c8 black bishop · d8 black queen · e8 black king · f8 black bishop · h8 black rook · a7 black pawn · b7 black pawn · c7 black pawn · e7 black pawn · f7 black pawn · h7 black pawn · f6 black knight · g6 black pawn · d5 black pawn · c4 white pawn · d4 white pawn · g3 white pawn · a2 white pawn · b2 white pawn · e2 white pawn · f2 white pawn · h2 white pawn · a1 white rook · b1 white knight · c1 white bishop · d1 white queen · e1 white king · f1 white bishop · g1 white knight · h1 white rook | 6 |
| 5 | a8 black rook · b8 black knight · c8 black bishop · d8 black queen · e8 black king · f8 black bishop · h8 black rook · a7 black pawn · b7 black pawn · c7 black pawn · e7 black pawn · f7 black pawn · h7 black pawn · f6 black knight · g6 black pawn · d5 black pawn · c4 white pawn · d4 white pawn · g3 white pawn · a2 white pawn · b2 white pawn · e2 white pawn · f2 white pawn · h2 white pawn · a1 white rook · b1 white knight · c1 white bishop · d1 white queen · e1 white king · f1 white bishop · g1 white knight · h1 white rook | a8 black rook · b8 black knight · c8 black bishop · d8 black queen · e8 black king · f8 black bishop · h8 black rook · a7 black pawn · b7 black pawn · c7 black pawn · e7 black pawn · f7 black pawn · h7 black pawn · f6 black knight · g6 black pawn · d5 black pawn · c4 white pawn · d4 white pawn · g3 white pawn · a2 white pawn · b2 white pawn · e2 white pawn · f2 white pawn · h2 white pawn · a1 white rook · b1 white knight · c1 white bishop · d1 white queen · e1 white king · f1 white bishop · g1 white knight · h1 white rook | a8 black rook · b8 black knight · c8 black bishop · d8 black queen · e8 black king · f8 black bishop · h8 black rook · a7 black pawn · b7 black pawn · c7 black pawn · e7 black pawn · f7 black pawn · h7 black pawn · f6 black knight · g6 black pawn · d5 black pawn · c4 white pawn · d4 white pawn · g3 white pawn · a2 white pawn · b2 white pawn · e2 white pawn · f2 white pawn · h2 white pawn · a1 white rook · b1 white knight · c1 white bishop · d1 white queen · e1 white king · f1 white bishop · g1 white knight · h1 white rook | a8 black rook · b8 black knight · c8 black bishop · d8 black queen · e8 black king · f8 black bishop · h8 black rook · a7 black pawn · b7 black pawn · c7 black pawn · e7 black pawn · f7 black pawn · h7 black pawn · f6 black knight · g6 black pawn · d5 black pawn · c4 white pawn · d4 white pawn · g3 white pawn · a2 white pawn · b2 white pawn · e2 white pawn · f2 white pawn · h2 white pawn · a1 white rook · b1 white knight · c1 white bishop · d1 white queen · e1 white king · f1 white bishop · g1 white knight · h1 white rook | a8 black rook · b8 black knight · c8 black bishop · d8 black queen · e8 black king · f8 black bishop · h8 black rook · a7 black pawn · b7 black pawn · c7 black pawn · e7 black pawn · f7 black pawn · h7 black pawn · f6 black knight · g6 black pawn · d5 black pawn · c4 white pawn · d4 white pawn · g3 white pawn · a2 white pawn · b2 white pawn · e2 white pawn · f2 white pawn · h2 white pawn · a1 white rook · b1 white knight · c1 white bishop · d1 white queen · e1 white king · f1 white bishop · g1 white knight · h1 white rook | a8 black rook · b8 black knight · c8 black bishop · d8 black queen · e8 black king · f8 black bishop · h8 black rook · a7 black pawn · b7 black pawn · c7 black pawn · e7 black pawn · f7 black pawn · h7 black pawn · f6 black knight · g6 black pawn · d5 black pawn · c4 white pawn · d4 white pawn · g3 white pawn · a2 white pawn · b2 white pawn · e2 white pawn · f2 white pawn · h2 white pawn · a1 white rook · b1 white knight · c1 white bishop · d1 white queen · e1 white king · f1 white bishop · g1 white knight · h1 white rook | a8 black rook · b8 black knight · c8 black bishop · d8 black queen · e8 black king · f8 black bishop · h8 black rook · a7 black pawn · b7 black pawn · c7 black pawn · e7 black pawn · f7 black pawn · h7 black pawn · f6 black knight · g6 black pawn · d5 black pawn · c4 white pawn · d4 white pawn · g3 white pawn · a2 white pawn · b2 white pawn · e2 white pawn · f2 white pawn · h2 white pawn · a1 white rook · b1 white knight · c1 white bishop · d1 white queen · e1 white king · f1 white bishop · g1 white knight · h1 white rook | a8 black rook · b8 black knight · c8 black bishop · d8 black queen · e8 black king · f8 black bishop · h8 black rook · a7 black pawn · b7 black pawn · c7 black pawn · e7 black pawn · f7 black pawn · h7 black pawn · f6 black knight · g6 black pawn · d5 black pawn · c4 white pawn · d4 white pawn · g3 white pawn · a2 white pawn · b2 white pawn · e2 white pawn · f2 white pawn · h2 white pawn · a1 white rook · b1 white knight · c1 white bishop · d1 white queen · e1 white king · f1 white bishop · g1 white knight · h1 white rook | 5 |
| 4 | a8 black rook · b8 black knight · c8 black bishop · d8 black queen · e8 black king · f8 black bishop · h8 black rook · a7 black pawn · b7 black pawn · c7 black pawn · e7 black pawn · f7 black pawn · h7 black pawn · f6 black knight · g6 black pawn · d5 black pawn · c4 white pawn · d4 white pawn · g3 white pawn · a2 white pawn · b2 white pawn · e2 white pawn · f2 white pawn · h2 white pawn · a1 white rook · b1 white knight · c1 white bishop · d1 white queen · e1 white king · f1 white bishop · g1 white knight · h1 white rook | a8 black rook · b8 black knight · c8 black bishop · d8 black queen · e8 black king · f8 black bishop · h8 black rook · a7 black pawn · b7 black pawn · c7 black pawn · e7 black pawn · f7 black pawn · h7 black pawn · f6 black knight · g6 black pawn · d5 black pawn · c4 white pawn · d4 white pawn · g3 white pawn · a2 white pawn · b2 white pawn · e2 white pawn · f2 white pawn · h2 white pawn · a1 white rook · b1 white knight · c1 white bishop · d1 white queen · e1 white king · f1 white bishop · g1 white knight · h1 white rook | a8 black rook · b8 black knight · c8 black bishop · d8 black queen · e8 black king · f8 black bishop · h8 black rook · a7 black pawn · b7 black pawn · c7 black pawn · e7 black pawn · f7 black pawn · h7 black pawn · f6 black knight · g6 black pawn · d5 black pawn · c4 white pawn · d4 white pawn · g3 white pawn · a2 white pawn · b2 white pawn · e2 white pawn · f2 white pawn · h2 white pawn · a1 white rook · b1 white knight · c1 white bishop · d1 white queen · e1 white king · f1 white bishop · g1 white knight · h1 white rook | a8 black rook · b8 black knight · c8 black bishop · d8 black queen · e8 black king · f8 black bishop · h8 black rook · a7 black pawn · b7 black pawn · c7 black pawn · e7 black pawn · f7 black pawn · h7 black pawn · f6 black knight · g6 black pawn · d5 black pawn · c4 white pawn · d4 white pawn · g3 white pawn · a2 white pawn · b2 white pawn · e2 white pawn · f2 white pawn · h2 white pawn · a1 white rook · b1 white knight · c1 white bishop · d1 white queen · e1 white king · f1 white bishop · g1 white knight · h1 white rook | a8 black rook · b8 black knight · c8 black bishop · d8 black queen · e8 black king · f8 black bishop · h8 black rook · a7 black pawn · b7 black pawn · c7 black pawn · e7 black pawn · f7 black pawn · h7 black pawn · f6 black knight · g6 black pawn · d5 black pawn · c4 white pawn · d4 white pawn · g3 white pawn · a2 white pawn · b2 white pawn · e2 white pawn · f2 white pawn · h2 white pawn · a1 white rook · b1 white knight · c1 white bishop · d1 white queen · e1 white king · f1 white bishop · g1 white knight · h1 white rook | a8 black rook · b8 black knight · c8 black bishop · d8 black queen · e8 black king · f8 black bishop · h8 black rook · a7 black pawn · b7 black pawn · c7 black pawn · e7 black pawn · f7 black pawn · h7 black pawn · f6 black knight · g6 black pawn · d5 black pawn · c4 white pawn · d4 white pawn · g3 white pawn · a2 white pawn · b2 white pawn · e2 white pawn · f2 white pawn · h2 white pawn · a1 white rook · b1 white knight · c1 white bishop · d1 white queen · e1 white king · f1 white bishop · g1 white knight · h1 white rook | a8 black rook · b8 black knight · c8 black bishop · d8 black queen · e8 black king · f8 black bishop · h8 black rook · a7 black pawn · b7 black pawn · c7 black pawn · e7 black pawn · f7 black pawn · h7 black pawn · f6 black knight · g6 black pawn · d5 black pawn · c4 white pawn · d4 white pawn · g3 white pawn · a2 white pawn · b2 white pawn · e2 white pawn · f2 white pawn · h2 white pawn · a1 white rook · b1 white knight · c1 white bishop · d1 white queen · e1 white king · f1 white bishop · g1 white knight · h1 white rook | a8 black rook · b8 black knight · c8 black bishop · d8 black queen · e8 black king · f8 black bishop · h8 black rook · a7 black pawn · b7 black pawn · c7 black pawn · e7 black pawn · f7 black pawn · h7 black pawn · f6 black knight · g6 black pawn · d5 black pawn · c4 white pawn · d4 white pawn · g3 white pawn · a2 white pawn · b2 white pawn · e2 white pawn · f2 white pawn · h2 white pawn · a1 white rook · b1 white knight · c1 white bishop · d1 white queen · e1 white king · f1 white bishop · g1 white knight · h1 white rook | 4 |
| 3 | a8 black rook · b8 black knight · c8 black bishop · d8 black queen · e8 black king · f8 black bishop · h8 black rook · a7 black pawn · b7 black pawn · c7 black pawn · e7 black pawn · f7 black pawn · h7 black pawn · f6 black knight · g6 black pawn · d5 black pawn · c4 white pawn · d4 white pawn · g3 white pawn · a2 white pawn · b2 white pawn · e2 white pawn · f2 white pawn · h2 white pawn · a1 white rook · b1 white knight · c1 white bishop · d1 white queen · e1 white king · f1 white bishop · g1 white knight · h1 white rook | a8 black rook · b8 black knight · c8 black bishop · d8 black queen · e8 black king · f8 black bishop · h8 black rook · a7 black pawn · b7 black pawn · c7 black pawn · e7 black pawn · f7 black pawn · h7 black pawn · f6 black knight · g6 black pawn · d5 black pawn · c4 white pawn · d4 white pawn · g3 white pawn · a2 white pawn · b2 white pawn · e2 white pawn · f2 white pawn · h2 white pawn · a1 white rook · b1 white knight · c1 white bishop · d1 white queen · e1 white king · f1 white bishop · g1 white knight · h1 white rook | a8 black rook · b8 black knight · c8 black bishop · d8 black queen · e8 black king · f8 black bishop · h8 black rook · a7 black pawn · b7 black pawn · c7 black pawn · e7 black pawn · f7 black pawn · h7 black pawn · f6 black knight · g6 black pawn · d5 black pawn · c4 white pawn · d4 white pawn · g3 white pawn · a2 white pawn · b2 white pawn · e2 white pawn · f2 white pawn · h2 white pawn · a1 white rook · b1 white knight · c1 white bishop · d1 white queen · e1 white king · f1 white bishop · g1 white knight · h1 white rook | a8 black rook · b8 black knight · c8 black bishop · d8 black queen · e8 black king · f8 black bishop · h8 black rook · a7 black pawn · b7 black pawn · c7 black pawn · e7 black pawn · f7 black pawn · h7 black pawn · f6 black knight · g6 black pawn · d5 black pawn · c4 white pawn · d4 white pawn · g3 white pawn · a2 white pawn · b2 white pawn · e2 white pawn · f2 white pawn · h2 white pawn · a1 white rook · b1 white knight · c1 white bishop · d1 white queen · e1 white king · f1 white bishop · g1 white knight · h1 white rook | a8 black rook · b8 black knight · c8 black bishop · d8 black queen · e8 black king · f8 black bishop · h8 black rook · a7 black pawn · b7 black pawn · c7 black pawn · e7 black pawn · f7 black pawn · h7 black pawn · f6 black knight · g6 black pawn · d5 black pawn · c4 white pawn · d4 white pawn · g3 white pawn · a2 white pawn · b2 white pawn · e2 white pawn · f2 white pawn · h2 white pawn · a1 white rook · b1 white knight · c1 white bishop · d1 white queen · e1 white king · f1 white bishop · g1 white knight · h1 white rook | a8 black rook · b8 black knight · c8 black bishop · d8 black queen · e8 black king · f8 black bishop · h8 black rook · a7 black pawn · b7 black pawn · c7 black pawn · e7 black pawn · f7 black pawn · h7 black pawn · f6 black knight · g6 black pawn · d5 black pawn · c4 white pawn · d4 white pawn · g3 white pawn · a2 white pawn · b2 white pawn · e2 white pawn · f2 white pawn · h2 white pawn · a1 white rook · b1 white knight · c1 white bishop · d1 white queen · e1 white king · f1 white bishop · g1 white knight · h1 white rook | a8 black rook · b8 black knight · c8 black bishop · d8 black queen · e8 black king · f8 black bishop · h8 black rook · a7 black pawn · b7 black pawn · c7 black pawn · e7 black pawn · f7 black pawn · h7 black pawn · f6 black knight · g6 black pawn · d5 black pawn · c4 white pawn · d4 white pawn · g3 white pawn · a2 white pawn · b2 white pawn · e2 white pawn · f2 white pawn · h2 white pawn · a1 white rook · b1 white knight · c1 white bishop · d1 white queen · e1 white king · f1 white bishop · g1 white knight · h1 white rook | a8 black rook · b8 black knight · c8 black bishop · d8 black queen · e8 black king · f8 black bishop · h8 black rook · a7 black pawn · b7 black pawn · c7 black pawn · e7 black pawn · f7 black pawn · h7 black pawn · f6 black knight · g6 black pawn · d5 black pawn · c4 white pawn · d4 white pawn · g3 white pawn · a2 white pawn · b2 white pawn · e2 white pawn · f2 white pawn · h2 white pawn · a1 white rook · b1 white knight · c1 white bishop · d1 white queen · e1 white king · f1 white bishop · g1 white knight · h1 white rook | 3 |
| 2 | a8 black rook · b8 black knight · c8 black bishop · d8 black queen · e8 black king · f8 black bishop · h8 black rook · a7 black pawn · b7 black pawn · c7 black pawn · e7 black pawn · f7 black pawn · h7 black pawn · f6 black knight · g6 black pawn · d5 black pawn · c4 white pawn · d4 white pawn · g3 white pawn · a2 white pawn · b2 white pawn · e2 white pawn · f2 white pawn · h2 white pawn · a1 white rook · b1 white knight · c1 white bishop · d1 white queen · e1 white king · f1 white bishop · g1 white knight · h1 white rook | a8 black rook · b8 black knight · c8 black bishop · d8 black queen · e8 black king · f8 black bishop · h8 black rook · a7 black pawn · b7 black pawn · c7 black pawn · e7 black pawn · f7 black pawn · h7 black pawn · f6 black knight · g6 black pawn · d5 black pawn · c4 white pawn · d4 white pawn · g3 white pawn · a2 white pawn · b2 white pawn · e2 white pawn · f2 white pawn · h2 white pawn · a1 white rook · b1 white knight · c1 white bishop · d1 white queen · e1 white king · f1 white bishop · g1 white knight · h1 white rook | a8 black rook · b8 black knight · c8 black bishop · d8 black queen · e8 black king · f8 black bishop · h8 black rook · a7 black pawn · b7 black pawn · c7 black pawn · e7 black pawn · f7 black pawn · h7 black pawn · f6 black knight · g6 black pawn · d5 black pawn · c4 white pawn · d4 white pawn · g3 white pawn · a2 white pawn · b2 white pawn · e2 white pawn · f2 white pawn · h2 white pawn · a1 white rook · b1 white knight · c1 white bishop · d1 white queen · e1 white king · f1 white bishop · g1 white knight · h1 white rook | a8 black rook · b8 black knight · c8 black bishop · d8 black queen · e8 black king · f8 black bishop · h8 black rook · a7 black pawn · b7 black pawn · c7 black pawn · e7 black pawn · f7 black pawn · h7 black pawn · f6 black knight · g6 black pawn · d5 black pawn · c4 white pawn · d4 white pawn · g3 white pawn · a2 white pawn · b2 white pawn · e2 white pawn · f2 white pawn · h2 white pawn · a1 white rook · b1 white knight · c1 white bishop · d1 white queen · e1 white king · f1 white bishop · g1 white knight · h1 white rook | a8 black rook · b8 black knight · c8 black bishop · d8 black queen · e8 black king · f8 black bishop · h8 black rook · a7 black pawn · b7 black pawn · c7 black pawn · e7 black pawn · f7 black pawn · h7 black pawn · f6 black knight · g6 black pawn · d5 black pawn · c4 white pawn · d4 white pawn · g3 white pawn · a2 white pawn · b2 white pawn · e2 white pawn · f2 white pawn · h2 white pawn · a1 white rook · b1 white knight · c1 white bishop · d1 white queen · e1 white king · f1 white bishop · g1 white knight · h1 white rook | a8 black rook · b8 black knight · c8 black bishop · d8 black queen · e8 black king · f8 black bishop · h8 black rook · a7 black pawn · b7 black pawn · c7 black pawn · e7 black pawn · f7 black pawn · h7 black pawn · f6 black knight · g6 black pawn · d5 black pawn · c4 white pawn · d4 white pawn · g3 white pawn · a2 white pawn · b2 white pawn · e2 white pawn · f2 white pawn · h2 white pawn · a1 white rook · b1 white knight · c1 white bishop · d1 white queen · e1 white king · f1 white bishop · g1 white knight · h1 white rook | a8 black rook · b8 black knight · c8 black bishop · d8 black queen · e8 black king · f8 black bishop · h8 black rook · a7 black pawn · b7 black pawn · c7 black pawn · e7 black pawn · f7 black pawn · h7 black pawn · f6 black knight · g6 black pawn · d5 black pawn · c4 white pawn · d4 white pawn · g3 white pawn · a2 white pawn · b2 white pawn · e2 white pawn · f2 white pawn · h2 white pawn · a1 white rook · b1 white knight · c1 white bishop · d1 white queen · e1 white king · f1 white bishop · g1 white knight · h1 white rook | a8 black rook · b8 black knight · c8 black bishop · d8 black queen · e8 black king · f8 black bishop · h8 black rook · a7 black pawn · b7 black pawn · c7 black pawn · e7 black pawn · f7 black pawn · h7 black pawn · f6 black knight · g6 black pawn · d5 black pawn · c4 white pawn · d4 white pawn · g3 white pawn · a2 white pawn · b2 white pawn · e2 white pawn · f2 white pawn · h2 white pawn · a1 white rook · b1 white knight · c1 white bishop · d1 white queen · e1 white king · f1 white bishop · g1 white knight · h1 white rook | 2 |
| 1 | a8 black rook · b8 black knight · c8 black bishop · d8 black queen · e8 black king · f8 black bishop · h8 black rook · a7 black pawn · b7 black pawn · c7 black pawn · e7 black pawn · f7 black pawn · h7 black pawn · f6 black knight · g6 black pawn · d5 black pawn · c4 white pawn · d4 white pawn · g3 white pawn · a2 white pawn · b2 white pawn · e2 white pawn · f2 white pawn · h2 white pawn · a1 white rook · b1 white knight · c1 white bishop · d1 white queen · e1 white king · f1 white bishop · g1 white knight · h1 white rook | a8 black rook · b8 black knight · c8 black bishop · d8 black queen · e8 black king · f8 black bishop · h8 black rook · a7 black pawn · b7 black pawn · c7 black pawn · e7 black pawn · f7 black pawn · h7 black pawn · f6 black knight · g6 black pawn · d5 black pawn · c4 white pawn · d4 white pawn · g3 white pawn · a2 white pawn · b2 white pawn · e2 white pawn · f2 white pawn · h2 white pawn · a1 white rook · b1 white knight · c1 white bishop · d1 white queen · e1 white king · f1 white bishop · g1 white knight · h1 white rook | a8 black rook · b8 black knight · c8 black bishop · d8 black queen · e8 black king · f8 black bishop · h8 black rook · a7 black pawn · b7 black pawn · c7 black pawn · e7 black pawn · f7 black pawn · h7 black pawn · f6 black knight · g6 black pawn · d5 black pawn · c4 white pawn · d4 white pawn · g3 white pawn · a2 white pawn · b2 white pawn · e2 white pawn · f2 white pawn · h2 white pawn · a1 white rook · b1 white knight · c1 white bishop · d1 white queen · e1 white king · f1 white bishop · g1 white knight · h1 white rook | a8 black rook · b8 black knight · c8 black bishop · d8 black queen · e8 black king · f8 black bishop · h8 black rook · a7 black pawn · b7 black pawn · c7 black pawn · e7 black pawn · f7 black pawn · h7 black pawn · f6 black knight · g6 black pawn · d5 black pawn · c4 white pawn · d4 white pawn · g3 white pawn · a2 white pawn · b2 white pawn · e2 white pawn · f2 white pawn · h2 white pawn · a1 white rook · b1 white knight · c1 white bishop · d1 white queen · e1 white king · f1 white bishop · g1 white knight · h1 white rook | a8 black rook · b8 black knight · c8 black bishop · d8 black queen · e8 black king · f8 black bishop · h8 black rook · a7 black pawn · b7 black pawn · c7 black pawn · e7 black pawn · f7 black pawn · h7 black pawn · f6 black knight · g6 black pawn · d5 black pawn · c4 white pawn · d4 white pawn · g3 white pawn · a2 white pawn · b2 white pawn · e2 white pawn · f2 white pawn · h2 white pawn · a1 white rook · b1 white knight · c1 white bishop · d1 white queen · e1 white king · f1 white bishop · g1 white knight · h1 white rook | a8 black rook · b8 black knight · c8 black bishop · d8 black queen · e8 black king · f8 black bishop · h8 black rook · a7 black pawn · b7 black pawn · c7 black pawn · e7 black pawn · f7 black pawn · h7 black pawn · f6 black knight · g6 black pawn · d5 black pawn · c4 white pawn · d4 white pawn · g3 white pawn · a2 white pawn · b2 white pawn · e2 white pawn · f2 white pawn · h2 white pawn · a1 white rook · b1 white knight · c1 white bishop · d1 white queen · e1 white king · f1 white bishop · g1 white knight · h1 white rook | a8 black rook · b8 black knight · c8 black bishop · d8 black queen · e8 black king · f8 black bishop · h8 black rook · a7 black pawn · b7 black pawn · c7 black pawn · e7 black pawn · f7 black pawn · h7 black pawn · f6 black knight · g6 black pawn · d5 black pawn · c4 white pawn · d4 white pawn · g3 white pawn · a2 white pawn · b2 white pawn · e2 white pawn · f2 white pawn · h2 white pawn · a1 white rook · b1 white knight · c1 white bishop · d1 white queen · e1 white king · f1 white bishop · g1 white knight · h1 white rook | a8 black rook · b8 black knight · c8 black bishop · d8 black queen · e8 black king · f8 black bishop · h8 black rook · a7 black pawn · b7 black pawn · c7 black pawn · e7 black pawn · f7 black pawn · h7 black pawn · f6 black knight · g6 black pawn · d5 black pawn · c4 white pawn · d4 white pawn · g3 white pawn · a2 white pawn · b2 white pawn · e2 white pawn · f2 white pawn · h2 white pawn · a1 white rook · b1 white knight · c1 white bishop · d1 white queen · e1 white king · f1 white bishop · g1 white knight · h1 white rook | 1 |
|   | a | b | c | d | e | f | g | h |   |

## Остале варијанте
Поред наведеног, међу популарнијим наставцима су:
- 4. Лг5 (Таиманова варијанта) ЕЦО Д80
- 4. Дб3 (убрзани руски систем) ЕЦО Д81
- 4. Сф3 Лг7 5. Да4 + (варијанта Флохра) ЕЦО Д90
- 4. Сф3 Лг7 5.е3 (тихи систем или спор систем) ЕЦО Д94
- 4. ц:д5 С:д5 5. Са4 (Наданска варијанта) ЕЦО Д85

## итература
- Андрас Адорјан ; Јено Дори, победио са Грунфелдом (Мацмиллан, 1987)
- Алексеј Суетин, комплетан Грунфелд (Батсфорд, 1991)
- Анатолиј Карпов, победи Грунфелда (Батсфорд, 1992)
- Јонатхан Ровсон, Разумевање Грунфелда (Гамбит, 1998)
- Јацоб Аагаард, Стартинг: Тхе Грунфелд (Сваман шах, 2000)
- Најџел Дејвис, одбрана Грунфелда (Евериман Цхесс, 2002)
- Богдан Лалић, Грунфелд за нападачког играча (Батсфорд, 2002)
- Мицхаел Хходарковски, Тхе Грунфелд Дефенсе Ревеалед (Батсфорд, 2003)
- Dearing, Ward, ур. (2005). Challenging the Grunfeld. Quality Chess. ISBN 978-91-975243-4-6.
- Константин Сакаев, Водич стручњака за 7. Бц4 Груенфелд (Шаховске звезде, 2006)
- Иелена Дембо, играј Грунфелд (шах за мале људе, 2007)
- Komarov, Dmitry; Djuric, Stefan; Pantaleoni, Claudio (2009). Chess Opening Essentials, Vol. 3: Indian Defences. New In Chess. ISBN 978-90-5691-270-3.
- Delchev, Aleksander; Agrest, Evgenij (2011). The Safest Grünfeld. Chess Stars. ISBN 978-954-8782-81-4.